# Llista d'asteroides (402001-403000)
Llista d'asteroides del 402.001 al 403.000, amb data de descoberta i descobridor. És un fragment de la llista d'asteroides completa. Als asteroides se'ls dona un número quan es confirma la seva òrbita, per tant apareixen llistats aproximadament segons la data de descobriment.

## 402001-402100
| Nom    | Designació provisional | Data de descobriment   | Lloc de descobriment | Descobridor/s               |
| ------ | ---------------------- | ---------------------- | -------------------- | --------------------------- |
| 402001 | 2003 PR8               | 25 de juliol de 2003   | Socorro              | LINEAR                      |
| 402002 | 2003 QL                | 18 d'agost de 2003     | Campo Imperatore     | CINEOS                      |
| 402003 | 2003 QG10              | 21 d'agost de 2003     | Campo Imperatore     | CINEOS                      |
| 402004 | 2003 QU32              | 21 d'agost de 2003     | Campo Imperatore     | CINEOS                      |
| 402005 | 2003 QV34              | 22 d'agost de 2003     | Palomar              | NEAT                        |
| 402006 | 2003 QY34              | 22 d'agost de 2003     | Socorro              | LINEAR                      |
| 402007 | 2003 QZ51              | 23 d'agost de 2003     | Palomar              | NEAT                        |
| 402008 | 2003 QZ69              | 26 d'agost de 2003     | Piszkéstet&          | K. Sárneczky, B. Sipocz     |
| 402009 | 2003 QV94              | 29 d'agost de 2003     | Haleakala            | NEAT                        |
| 402010 | 2003 QP104             | 30 d'agost de 2003     | Kitt Peak            | Spacewatch                  |
| 402011 | 2003 RN7               | 5 de setembre de 2003  | Socorro              | LINEAR                      |
| 402012 | 2003 RF15              | 15 de setembre de 2003 | Haleakala            | NEAT                        |
| 402013 | 2003 RZ24              | 15 de setembre de 2003 | Palomar              | NEAT                        |
| 402014 | 2003 RA27              | 4 de setembre de 2003  | Campo Imperatore     | CINEOS                      |
| 402015 | 2003 SY24              | 17 de setembre de 2003 | Kitt Peak            | Spacewatch                  |
| 402016 | 2003 SB28              | 18 de setembre de 2003 | Palomar              | NEAT                        |
| 402017 | 2003 SD32              | 16 de setembre de 2003 | Palomar              | NEAT                        |
| 402018 | 2003 SK34              | 18 de setembre de 2003 | Kitt Peak            | Spacewatch                  |
| 402019 | 2003 SE39              | 16 de setembre de 2003 | Palomar              | NEAT                        |
| 402020 | 2003 SU54              | 16 de setembre de 2003 | Anderson Mesa        | LONEOS                      |
| 402021 | 2003 SY59              | 17 de setembre de 2003 | Anderson Mesa        | LONEOS                      |
| 402022 | 2003 SK83              | 18 de setembre de 2003 | Kitt Peak            | Spacewatch                  |
| 402023 | 2003 SP87              | 17 de setembre de 2003 | Socorro              | LINEAR                      |
| 402024 | 2003 SB88              | 17 de setembre de 2003 | Črni Vrh             | Crni Vrh                    |
| 402025 | 2003 SA101             | 20 de setembre de 2003 | Socorro              | LINEAR                      |
| 402026 | 2003 SC113             | 16 de setembre de 2003 | Kitt Peak            | Spacewatch                  |
| 402027 | 2003 SG155             | 19 de setembre de 2003 | Anderson Mesa        | LONEOS                      |
| 402028 | 2003 SV157             | 20 de setembre de 2003 | Socorro              | LINEAR                      |
| 402029 | 2003 SY164             | 20 de setembre de 2003 | Anderson Mesa        | LONEOS                      |
| 402030 | 2003 SH173             | 18 de setembre de 2003 | Socorro              | LINEAR                      |
| 402031 | 2003 SQ175             | 18 de setembre de 2003 | Kitt Peak            | Spacewatch                  |
| 402032 | 2003 SD185             | 21 de setembre de 2003 | Palomar              | NEAT                        |
| 402033 | 2003 SE187             | 22 de setembre de 2003 | Anderson Mesa        | LONEOS                      |
| 402034 | 2003 SP206             | 25 de setembre de 2003 | Haleakala            | NEAT                        |
| 402035 | 2003 SO209             | 24 de setembre de 2003 | Kvistaberg           | Uppsala-DLR Asteroid Survey |
| 402036 | 2003 SB223             | 27 de setembre de 2003 | Socorro              | LINEAR                      |
| 402037 | 2003 SE224             | 25 de setembre de 2003 | Bergisch Gladbac     | W. Bickel                   |
| 402038 | 2003 SQ229             | 27 de setembre de 2003 | Kitt Peak            | Spacewatch                  |
| 402039 | 2003 SS229             | 27 de setembre de 2003 | Kitt Peak            | Spacewatch                  |
| 402040 | 2003 SY245             | 26 de setembre de 2003 | Socorro              | LINEAR                      |
| 402041 | 2003 SV270             | 25 de setembre de 2003 | Palomar              | NEAT                        |
| 402042 | 2003 SK272             | 27 de setembre de 2003 | Socorro              | LINEAR                      |
| 402043 | 2003 ST274             | 28 de setembre de 2003 | Kitt Peak            | Spacewatch                  |
| 402044 | 2003 SY277             | 30 de setembre de 2003 | Socorro              | LINEAR                      |
| 402045 | 2003 SP279             | 17 de setembre de 2003 | Kitt Peak            | Spacewatch                  |
| 402046 | 2003 SD281             | 18 de setembre de 2003 | Kitt Peak            | Spacewatch                  |
| 402047 | 2003 SR288             | 28 de setembre de 2003 | Socorro              | LINEAR                      |
| 402048 | 2003 SZ292             | 27 de setembre de 2003 | Socorro              | LINEAR                      |
| 402049 | 2003 SD301             | 17 de setembre de 2003 | Palomar              | NEAT                        |
| 402050 | 2003 SZ311             | 2 de setembre de 2003  | Socorro              | LINEAR                      |
| 402051 | 2003 SW314             | 20 de setembre de 2003 | Kitt Peak            | Spacewatch                  |
| 402052 | 2003 SU323             | 16 de setembre de 2003 | Kitt Peak            | Spacewatch                  |
| 402053 | 2003 SY328             | 21 de setembre de 2003 | Kitt Peak            | Spacewatch                  |
| 402054 | 2003 SF330             | 26 de setembre de 2003 | Apache Point         | Sloan Digital Sky Survey    |
| 402055 | 2003 SN333             | 26 de setembre de 2003 | Apache Point         | Sloan Digital Sky Survey    |
| 402056 | 2003 SM338             | 26 de setembre de 2003 | Apache Point         | Sloan Digital Sky Survey    |
| 402057 | 2003 SX348             | 18 de setembre de 2003 | Kitt Peak            | Spacewatch                  |
| 402058 | 2003 ST372             | 26 de setembre de 2003 | Apache Point         | Sloan Digital Sky Survey    |
| 402059 | 2003 SJ395             | 26 de setembre de 2003 | Apache Point         | Sloan Digital Sky Survey    |
| 402060 | 2003 SF403             | 16 de setembre de 2003 | Kitt Peak            | Spacewatch                  |
| 402061 | 2003 SX427             | 16 de setembre de 2003 | Kitt Peak            | Spacewatch                  |
| 402062 | 2003 SE428             | 16 de setembre de 2003 | Kitt Peak            | Spacewatch                  |
| 402063 | 2003 SU430             | 30 de setembre de 2003 | Kitt Peak            | Spacewatch                  |
| 402064 | 2003 TW6               | 17 de setembre de 2003 | Socorro              | LINEAR                      |
| 402065 | 2003 TE10              | 15 d'octubre de 2003   | Socorro              | LINEAR                      |
| 402066 | 2003 TY12              | 1 d'octubre de 2003    | Kitt Peak            | Spacewatch                  |
| 402067 | 2003 TF26              | 1 d'octubre de 2003    | Kitt Peak            | Spacewatch                  |
| 402068 | 2003 TB38              | 2 d'octubre de 2003    | Kitt Peak            | Spacewatch                  |
| 402069 | 2003 TV44              | 3 d'octubre de 2003    | Kitt Peak            | Spacewatch                  |
| 402070 | 2003 UB25              | 20 d'octubre de 2003   | Kingsnake            | J. V. McClusky              |
| 402071 | 2003 UD29              | 19 d'octubre de 2003   | Kitt Peak            | Spacewatch                  |
| 402072 | 2003 UW32              | 16 d'octubre de 2003   | Kitt Peak            | Spacewatch                  |
| 402073 | 2003 UE107             | 19 d'octubre de 2003   | Anderson Mesa        | LONEOS                      |
| 402074 | 2003 UE113             | 20 d'octubre de 2003   | Socorro              | LINEAR                      |
| 402075 | 2003 UG128             | 21 d'octubre de 2003   | Kitt Peak            | Spacewatch                  |
| 402076 | 2003 UF193             | 20 d'octubre de 2003   | Kitt Peak            | Spacewatch                  |
| 402077 | 2003 US199             | 21 d'octubre de 2003   | Socorro              | LINEAR                      |
| 402078 | 2003 UM202             | 21 d'octubre de 2003   | Socorro              | LINEAR                      |
| 402079 | 2003 UX208             | 22 de setembre de 2003 | Kitt Peak            | Spacewatch                  |
| 402080 | 2003 UP209             | 23 d'octubre de 2003   | Kitt Peak            | Spacewatch                  |
| 402081 | 2003 UB214             | 24 d'octubre de 2003   | Socorro              | LINEAR                      |
| 402082 | 2003 UK214             | 24 d'octubre de 2003   | Socorro              | LINEAR                      |
| 402083 | 2003 UH215             | 21 d'octubre de 2003   | Kitt Peak            | Spacewatch                  |
| 402084 | 2003 UC225             | 22 d'octubre de 2003   | Kitt Peak            | Spacewatch                  |
| 402085 | 2003 UN226             | 22 d'octubre de 2003   | Kitt Peak            | Spacewatch                  |
| 402086 | 2003 UO233             | 24 d'octubre de 2003   | Kitt Peak            | Spacewatch                  |
| 402087 | 2003 UN241             | 24 d'octubre de 2003   | Socorro              | LINEAR                      |
| 402088 | 2003 UN255             | 25 d'octubre de 2003   | Socorro              | LINEAR                      |
| 402089 | 2003 UP255             | 25 d'octubre de 2003   | Socorro              | LINEAR                      |
| 402090 | 2003 UU255             | 21 d'octubre de 2003   | Socorro              | LINEAR                      |
| 402091 | 2003 UC267             | 28 d'octubre de 2003   | Socorro              | LINEAR                      |
| 402092 | 2003 UG268             | 28 d'octubre de 2003   | Socorro              | LINEAR                      |
| 402093 | 2003 UF280             | 27 d'octubre de 2003   | Socorro              | LINEAR                      |
| 402094 | 2003 UQ297             | 16 d'octubre de 2003   | Kitt Peak            | Spacewatch                  |
| 402095 | 2003 UC308             | 18 d'octubre de 2003   | Kitt Peak            | Spacewatch                  |
| 402096 | 2003 US315             | 20 d'octubre de 2003   | Kitt Peak            | Spacewatch                  |
| 402097 | 2003 UP317             | 22 d'octubre de 2003   | Apache Point         | Sloan Digital Sky Survey    |
| 402098 | 2003 WK3               | 24 d'octubre de 2003   | Socorro              | LINEAR                      |
| 402099 | 2003 WN13              | 16 de novembre de 2003 | Kitt Peak            | Spacewatch                  |
| 402100 | 2003 WW38              | 19 de novembre de 2003 | Socorro              | LINEAR                      |

## 402101-402200
| Nom    | Designació provisional | Data de descobriment   | Lloc de descobriment | Descobridor/s        |
| ------ | ---------------------- | ---------------------- | -------------------- | -------------------- |
| 402101 | 2003 WD65              | 19 de novembre de 2003 | Kitt Peak            | Spacewatch           |
| 402102 | 2003 WX106             | 22 de novembre de 2003 | Kitt Peak            | Spacewatch           |
| 402103 | 2003 WM109             | 20 de novembre de 2003 | Socorro              | LINEAR               |
| 402104 | 2003 WT158             | 28 de novembre de 2003 | Kitt Peak            | Spacewatch           |
| 402105 | 2003 XP12              | 14 de desembre de 2003 | Palomar              | NEAT                 |
| 402106 | 2003 XQ24              | 20 de novembre de 2003 | Kitt Peak            | Spacewatch           |
| 402107 | 2003 YB47              | 17 de desembre de 2003 | Kitt Peak            | Spacewatch           |
| 402108 | 2003 YZ89              | 19 de desembre de 2003 | Kitt Peak            | Spacewatch           |
| 402109 | 2004 AS9               | 15 de gener de 2004    | Kitt Peak            | Spacewatch           |
| 402110 | 2004 BE20              | 18 de gener de 2004    | Palomar              | NEAT                 |
| 402111 | 2004 BZ65              | 22 de gener de 2004    | Socorro              | LINEAR               |
| 402112 | 2004 BO102             | 31 de gener de 2004    | Campo Imperatore     | CINEOS               |
| 402113 | 2004 BY105             | 26 de gener de 2004    | Anderson Mesa        | LONEOS               |
| 402114 | 2004 BA112             | 24 de gener de 2004    | Socorro              | LINEAR               |
| 402115 | 2004 BK162             | 30 de gener de 2004    | Socorro              | LINEAR               |
| 402116 | 2004 CT2               | 12 de febrer de 2004   | Goodricke-Pigott     | R. A. Tucker         |
| 402117 | 2004 CN12              | 11 de febrer de 2004   | Kitt Peak            | Spacewatch           |
| 402118 | 2004 CB18              | 10 de febrer de 2004   | Palomar              | NEAT                 |
| 402119 | 2004 CM39              | 13 de febrer de 2004   | Bareggio             | Bareggio             |
| 402120 | 2004 CJ55              | 12 de febrer de 2004   | Kitt Peak            | Spacewatch           |
| 402121 | 2004 CP118             | 11 de febrer de 2004   | Kitt Peak            | Spacewatch           |
| 402122 | 2004 DR28              | 17 de febrer de 2004   | Kitt Peak            | Spacewatch           |
| 402123 | 2004 EK3               | 10 de març de 2004     | Palomar              | NEAT                 |
| 402124 | 2004 ER36              | 26 de febrer de 2004   | Socorro              | LINEAR               |
| 402125 | 2004 ER52              | 15 de març de 2004     | Catalina             | CSS                  |
| 402126 | 2004 EW92              | 15 de març de 2004     | Socorro              | LINEAR               |
| 402127 | 2004 FK119             | 23 de març de 2004     | Kitt Peak            | Spacewatch           |
| 402128 | 2004 GE30              | 12 d'abril de 2004     | Kitt Peak            | Spacewatch           |
| 402129 | 2004 GS76              | 15 d'abril de 2004     | Socorro              | LINEAR               |
| 402130 | 2004 HS42              | 20 d'abril de 2004     | Socorro              | LINEAR               |
| 402131 | 2004 LB30              | 14 de juny de 2004     | Kitt Peak            | Spacewatch           |
| 402132 | 2004 OR1               | 16 de juliol de 2004   | Socorro              | LINEAR               |
| 402133 | 2004 PN26              | 8 d'agost de 2004      | Socorro              | LINEAR               |
| 402134 | 2004 PD29              | 6 d'agost de 2004      | Campo Imperatore     | CINEOS               |
| 402135 | 2004 PY29              | 7 d'agost de 2004      | Palomar              | NEAT                 |
| 402136 | 2004 PE60              | 9 d'agost de 2004      | Socorro              | LINEAR               |
| 402137 | 2004 PP93              | 12 d'agost de 2004     | Socorro              | LINEAR               |
| 402138 | 2004 PC97              | 11 d'agost de 2004     | Socorro              | LINEAR               |
| 402139 | 2004 QN3               | 17 d'agost de 2004     | Socorro              | LINEAR               |
| 402140 | 2004 QX3               | 16 d'agost de 2004     | Palomar              | NEAT                 |
| 402141 | 2004 RU2               | 5 de setembre de 2004  | Bergisch Gladbac     | W. Bickel            |
| 402142 | 2004 RT14              | 6 de setembre de 2004  | Siding Spring        | Siding Spring Survey |
| 402143 | 2004 RM26              | 6 de setembre de 2004  | Palomar              | NEAT                 |
| 402144 | 2004 RR28              | 12 d'agost de 2004     | Campo Imperatore     | CINEOS               |
| 402145 | 2004 RM41              | 7 de setembre de 2004  | Socorro              | LINEAR               |
| 402146 | 2004 RQ49              | 8 de setembre de 2004  | Socorro              | LINEAR               |
| 402147 | 2004 RV67              | 15 de gener de 1996    | Kitt Peak            | Spacewatch           |
| 402148 | 2004 RH74              | 8 de setembre de 2004  | Socorro              | LINEAR               |
| 402149 | 2004 RM113             | 7 de setembre de 2004  | Socorro              | LINEAR               |
| 402150 | 2004 RR139             | 8 de setembre de 2004  | Socorro              | LINEAR               |
| 402151 | 2004 RX146             | 9 de setembre de 2004  | Socorro              | LINEAR               |
| 402152 | 2004 RQ156             | 10 de setembre de 2004 | Socorro              | LINEAR               |
| 402153 | 2004 RS162             | 11 de setembre de 2004 | Socorro              | LINEAR               |
| 402154 | 2004 RF184             | 10 de setembre de 2004 | Socorro              | LINEAR               |
| 402155 | 2004 RR192             | 10 de setembre de 2004 | Socorro              | LINEAR               |
| 402156 | 2004 RE196             | 10 de setembre de 2004 | Socorro              | LINEAR               |
| 402157 | 2004 RN198             | 10 de setembre de 2004 | Socorro              | LINEAR               |
| 402158 | 2004 RW203             | 10 de setembre de 2004 | Socorro              | LINEAR               |
| 402159 | 2004 RM216             | 11 de setembre de 2004 | Socorro              | LINEAR               |
| 402160 | 2004 RB228             | 9 de setembre de 2004  | Kitt Peak            | Spacewatch           |
| 402161 | 2004 RK228             | 9 de setembre de 2004  | Kitt Peak            | Spacewatch           |
| 402162 | 2004 RE229             | 9 de setembre de 2004  | Kitt Peak            | Spacewatch           |
| 402163 | 2004 RB241             | 10 de setembre de 2004 | Kitt Peak            | Spacewatch           |
| 402164 | 2004 RK257             | 9 de setembre de 2004  | Anderson Mesa        | LONEOS               |
| 402165 | 2004 RY265             | 10 de setembre de 2004 | Kitt Peak            | Spacewatch           |
| 402166 | 2004 RK268             | 11 de setembre de 2004 | Kitt Peak            | Spacewatch           |
| 402167 | 2004 RX304             | 8 de setembre de 2004  | Socorro              | LINEAR               |
| 402168 | 2004 RB323             | 13 de setembre de 2004 | Socorro              | LINEAR               |
| 402169 | 2004 RW329             | 12 de setembre de 2004 | Kitt Peak            | Spacewatch           |
| 402170 | 2004 RJ336             | 15 de setembre de 2004 | Kitt Peak            | Spacewatch           |
| 402171 | 2004 RX342             | 12 de setembre de 2004 | Kitt Peak            | Spacewatch           |
| 402172 | 2004 SP36              | 8 de setembre de 2004  | Socorro              | LINEAR               |
| 402173 | 2004 SU44              | 18 de setembre de 2004 | Socorro              | LINEAR               |
| 402174 | 2004 SX50              | 22 de setembre de 2004 | Kitt Peak            | Spacewatch           |
| 402175 | 2004 TG4               | 4 d'octubre de 2004    | Kitt Peak            | Spacewatch           |
| 402176 | 2004 TY31              | 4 d'octubre de 2004    | Kitt Peak            | Spacewatch           |
| 402177 | 2004 TQ33              | 4 d'octubre de 2004    | Kitt Peak            | Spacewatch           |
| 402178 | 2004 TS40              | 4 d'octubre de 2004    | Kitt Peak            | Spacewatch           |
| 402179 | 2004 TV50              | 4 d'octubre de 2004    | Kitt Peak            | Spacewatch           |
| 402180 | 2004 TV67              | 5 d'octubre de 2004    | Anderson Mesa        | LONEOS               |
| 402181 | 2004 TF73              | 6 d'octubre de 2004    | Kitt Peak            | Spacewatch           |
| 402182 | 2004 TP73              | 6 d'octubre de 2004    | Kitt Peak            | Spacewatch           |
| 402183 | 2004 TF87              | 5 d'octubre de 2004    | Kitt Peak            | Spacewatch           |
| 402184 | 2004 TZ97              | 5 d'octubre de 2004    | Kitt Peak            | Spacewatch           |
| 402185 | 2004 TC98              | 7 de setembre de 2004  | Kitt Peak            | Spacewatch           |
| 402186 | 2004 TN101             | 6 d'octubre de 2004    | Kitt Peak            | Spacewatch           |
| 402187 | 2004 TN105             | 7 d'octubre de 2004    | Kitt Peak            | Spacewatch           |
| 402188 | 2004 TQ111             | 7 d'octubre de 2004    | Kitt Peak            | Spacewatch           |
| 402189 | 2004 TN139             | 9 d'octubre de 2004    | Anderson Mesa        | LONEOS               |
| 402190 | 2004 TA149             | 6 d'octubre de 2004    | Kitt Peak            | Spacewatch           |
| 402191 | 2004 TR161             | 6 d'octubre de 2004    | Kitt Peak            | Spacewatch           |
| 402192 | 2004 TQ162             | 6 d'octubre de 2004    | Kitt Peak            | Spacewatch           |
| 402193 | 2004 TR185             | 7 d'octubre de 2004    | Kitt Peak            | Spacewatch           |
| 402194 | 2004 TU203             | 7 d'octubre de 2004    | Kitt Peak            | Spacewatch           |
| 402195 | 2004 TE212             | 8 d'octubre de 2004    | Kitt Peak            | Spacewatch           |
| 402196 | 2004 TX218             | 5 d'octubre de 2004    | Kitt Peak            | Spacewatch           |
| 402197 | 2004 TJ228             | 7 de setembre de 2004  | Kitt Peak            | Spacewatch           |
| 402198 | 2004 TK277             | 9 d'octubre de 2004    | Kitt Peak            | Spacewatch           |
| 402199 | 2004 TR285             | 8 d'octubre de 2004    | Socorro              | LINEAR               |
| 402200 | 2004 TE287             | 9 d'octubre de 2004    | Kitt Peak            | Spacewatch           |

## 402201-402300
| Nom    | Designació provisional | Data de descobriment   | Lloc de descobriment | Descobridor/s          |
| ------ | ---------------------- | ---------------------- | -------------------- | ---------------------- |
| 402201 | 2004 TX367             | 6 d'octubre de 2004    | Kitt Peak            | Spacewatch             |
| 402202 | 2004 VC14              | 4 de novembre de 2004  | Anderson Mesa        | LONEOS                 |
| 402203 | 2004 VW20              | 4 de novembre de 2004  | Catalina             | CSS                    |
| 402204 | 2004 VZ74              | 12 de novembre de 2004 | Catalina             | CSS                    |
| 402205 | 2004 VU88              | 10 d'octubre de 2004   | Kitt Peak            | Spacewatch             |
| 402206 | 2004 VE112             | 3 de novembre de 2004  | Anderson Mesa        | LONEOS                 |
| 402207 | 2004 WO1               | 17 de novembre de 2004 | Campo Imperatore     | CINEOS                 |
| 402208 | 2004 XN9               | 15 d'octubre de 2004   | Mount Lemmon         | Mt. Lemmon Survey      |
| 402209 | 2004 XL42              | 2 de desembre de 2004  | Catalina             | CSS                    |
| 402210 | 2004 XJ118             | 12 de desembre de 2004 | Kitt Peak            | Spacewatch             |
| 402211 | 2004 XJ119             | 12 de desembre de 2004 | Kitt Peak            | Spacewatch             |
| 402212 | 2004 XE124             | 10 de desembre de 2004 | Socorro              | LINEAR                 |
| 402213 | 2004 XG146             | 14 de desembre de 2004 | Socorro              | LINEAR                 |
| 402214 | 2004 XV165             | 2 de desembre de 2004  | Socorro              | LINEAR                 |
| 402215 | 2004 YW13              | 18 de desembre de 2004 | Mount Lemmon         | Mt. Lemmon Survey      |
| 402216 | 2005 AQ30              | 9 de gener de 2005     | Catalina             | CSS                    |
| 402217 | 2005 AY30              | 16 de desembre de 2004 | Kitt Peak            | Spacewatch             |
| 402218 | 2005 AE37              | 13 de gener de 2005    | Socorro              | LINEAR                 |
| 402219 | 2005 AM46              | 11 de gener de 2005    | Socorro              | LINEAR                 |
| 402220 | 2005 AV54              | 15 de gener de 2005    | Catalina             | CSS                    |
| 402221 | 2005 CF39              | 9 de febrer de 2005    | La Silla             | A. Boattini, H. Scholl |
| 402222 | 2005 CZ64              | 9 de febrer de 2005    | Mount Lemmon         | Mt. Lemmon Survey      |
| 402223 | 2005 EH108             | 4 de març de 2005      | Catalina             | CSS                    |
| 402224 | 2005 EM145             | 10 de març de 2005     | Mount Lemmon         | Mt. Lemmon Survey      |
| 402225 | 2005 EH151             | 10 de març de 2005     | Kitt Peak            | Spacewatch             |
| 402226 | 2005 EV152             | 10 de març de 2005     | Kitt Peak            | Spacewatch             |
| 402227 | 2005 EJ206             | 13 de març de 2005     | Catalina             | CSS                    |
| 402228 | 2005 EK207             | 8 de març de 2005      | Anderson Mesa        | LONEOS                 |
| 402229 | 2005 EH245             | 2 de març de 2001      | Kitt Peak            | Spacewatch             |
| 402230 | 2005 GX1               | 1 d'abril de 2005      | Kitt Peak            | Spacewatch             |
| 402231 | 2005 GB45              | 5 d'abril de 2005      | Mount Lemmon         | Mt. Lemmon Survey      |
| 402232 | 2005 GN50              | 5 d'abril de 2005      | Kitt Peak            | Spacewatch             |
| 402233 | 2005 GG52              | 2 d'abril de 2005      | Mount Lemmon         | Mt. Lemmon Survey      |
| 402234 | 2005 GA67              | 2 d'abril de 2005      | Mount Lemmon         | Mt. Lemmon Survey      |
| 402235 | 2005 GE87              | 4 d'abril de 2005      | Mount Lemmon         | Mt. Lemmon Survey      |
| 402236 | 2005 GK100             | 9 d'abril de 2005      | Mount Lemmon         | Mt. Lemmon Survey      |
| 402237 | 2005 GR146             | 11 de març de 2005     | Mount Lemmon         | Mt. Lemmon Survey      |
| 402238 | 2005 GG159             | 12 d'abril de 2005     | Anderson Mesa        | LONEOS                 |
| 402239 | 2005 GK221             | 6 d'abril de 2005      | Catalina             | CSS                    |
| 402240 | 2005 JW87              | 10 de maig de 2005     | Kitt Peak            | Spacewatch             |
| 402241 | 2005 JH111             | 8 de maig de 2005      | Anderson Mesa        | LONEOS                 |
| 402242 | 2005 JV125             | 11 de maig de 2005     | Kitt Peak            | Spacewatch             |
| 402243 | 2005 JF135             | 14 de maig de 2005     | Mount Lemmon         | Mt. Lemmon Survey      |
| 402244 | 2005 JJ137             | 4 de maig de 2005      | Kitt Peak            | Spacewatch             |
| 402245 | 2005 JO137             | 13 de maig de 2005     | Kitt Peak            | Spacewatch             |
| 402246 | 2005 KN7               | 20 de maig de 2005     | Palomar              | NEAT                   |
| 402247 | 2005 KH11              | 31 de maig de 2005     | Catalina             | CSS                    |
| 402248 | 2005 LZ31              | 1 de juny de 2005      | Kitt Peak            | Spacewatch             |
| 402249 | 2005 LF39              | 3 de juny de 2005      | Kitt Peak            | Spacewatch             |
| 402250 | 2005 MK                | 16 de juny de 2005     | Mount Lemmon         | Mt. Lemmon Survey      |
| 402251 | 2005 MP27              | 18 de juny de 2005     | Mount Lemmon         | Mt. Lemmon Survey      |
| 402252 | 2005 MX27              | 29 de juny de 2005     | Kitt Peak            | Spacewatch             |
| 402253 | 2005 ME48              | 29 de juny de 2005     | Kitt Peak            | Spacewatch             |
| 402254 | 2005 NH6               | 4 de juliol de 2005    | Mount Lemmon         | Mt. Lemmon Survey      |
| 402255 | 2005 NY11              | 4 de juliol de 2005    | Kitt Peak            | Spacewatch             |
| 402256 | 2005 NR18              | 4 de juliol de 2005    | Mount Lemmon         | Mt. Lemmon Survey      |
| 402257 | 2005 OF18              | 12 de juliol de 2005   | Kitt Peak            | Spacewatch             |
| 402258 | 2005 PU10              | 4 d'agost de 2005      | Palomar              | NEAT                   |
| 402259 | 2005 QE45              | 26 d'agost de 2005     | Palomar              | NEAT                   |
| 402260 | 2005 QU73              | 2 d'agost de 2005      | Socorro              | LINEAR                 |
| 402261 | 2005 QV81              | 29 d'agost de 2005     | Socorro              | LINEAR                 |
| 402262 | 2005 QZ122             | 28 d'agost de 2005     | Kitt Peak            | Spacewatch             |
| 402263 | 2005 QO131             | 28 d'agost de 2005     | Kitt Peak            | Spacewatch             |
| 402264 | 2005 QU135             | 28 d'agost de 2005     | Kitt Peak            | Spacewatch             |
| 402265 | 2005 QD157             | 30 d'agost de 2005     | Palomar              | NEAT                   |
| 402266 | 2005 QM164             | 31 d'agost de 2005     | Palomar              | NEAT                   |
| 402267 | 2005 QE166             | 30 d'agost de 2005     | Anderson Mesa        | LONEOS                 |
| 402268 | 2005 QE169             | 29 d'agost de 2005     | Palomar              | NEAT                   |
| 402269 | 2005 QP172             | 29 d'agost de 2005     | Palomar              | NEAT                   |
| 402270 | 2005 QB188             | 29 d'agost de 2005     | Kitt Peak            | Spacewatch             |
| 402271 | 2005 QD190             | 31 d'agost de 2005     | Kitt Peak            | Spacewatch             |
| 402272 | 2005 RS19              | 1 de setembre de 2005  | Kitt Peak            | Spacewatch             |
| 402273 | 2005 RF27              | 10 de setembre de 2005 | Anderson Mesa        | LONEOS                 |
| 402274 | 2005 SC13              | 24 de setembre de 2005 | Kitt Peak            | Spacewatch             |
| 402275 | 2005 SR20              | 25 de setembre de 2005 | Catalina             | CSS                    |
| 402276 | 2005 SR27              | 23 de setembre de 2005 | Kitt Peak            | Spacewatch             |
| 402277 | 2005 SU53              | 25 de setembre de 2005 | Kitt Peak            | Spacewatch             |
| 402278 | 2005 SS91              | 24 de setembre de 2005 | Kitt Peak            | Spacewatch             |
| 402279 | 2005 SP96              | 25 de setembre de 2005 | Kitt Peak            | Spacewatch             |
| 402280 | 2005 SU98              | 25 de setembre de 2005 | Kitt Peak            | Spacewatch             |
| 402281 | 2005 SC118             | 28 de setembre de 2005 | Palomar              | NEAT                   |
| 402282 | 2005 SU121             | 29 de setembre de 2005 | Anderson Mesa        | LONEOS                 |
| 402283 | 2005 SR141             | 25 de setembre de 2005 | Kitt Peak            | Spacewatch             |
| 402284 | 2005 SL162             | 27 de setembre de 2005 | Kitt Peak            | Spacewatch             |
| 402285 | 2005 SE164             | 27 de setembre de 2005 | Palomar              | NEAT                   |
| 402286 | 2005 SR174             | 29 de setembre de 2005 | Kitt Peak            | Spacewatch             |
| 402287 | 2005 ST175             | 29 de setembre de 2005 | Kitt Peak            | Spacewatch             |
| 402288 | 2005 SP180             | 29 de setembre de 2005 | Mount Lemmon         | Mt. Lemmon Survey      |
| 402289 | 2005 SZ192             | 29 de setembre de 2005 | Kitt Peak            | Spacewatch             |
| 402290 | 2005 SC197             | 30 de setembre de 2005 | Kitt Peak            | Spacewatch             |
| 402291 | 2005 SH200             | 30 de setembre de 2005 | Kitt Peak            | Spacewatch             |
| 402292 | 2005 SS200             | 30 de setembre de 2005 | Kitt Peak            | Spacewatch             |
| 402293 | 2005 SB207             | 30 de setembre de 2005 | Goodricke-Pigott     | R. A. Tucker           |
| 402294 | 2005 SR212             | 30 de setembre de 2005 | Mount Lemmon         | Mt. Lemmon Survey      |
| 402295 | 2005 SW221             | 27 de setembre de 2005 | Socorro              | LINEAR                 |
| 402296 | 2005 SB241             | 30 de setembre de 2005 | Kitt Peak            | Spacewatch             |
| 402297 | 2005 SH242             | 12 de setembre de 2005 | Kitt Peak            | Spacewatch             |
| 402298 | 2005 SL242             | 30 de setembre de 2005 | Kitt Peak            | Spacewatch             |
| 402299 | 2005 SN245             | 30 de setembre de 2005 | Mount Lemmon         | Mt. Lemmon Survey      |
| 402300 | 2005 SX247             | 30 de setembre de 2005 | Kitt Peak            | Spacewatch             |

## 402301-402400
| Nom    | Designació provisional | Data de descobriment   | Lloc de descobriment | Descobridor/s     |
| ------ | ---------------------- | ---------------------- | -------------------- | ----------------- |
| 402301 | 2005 SZ249             | 23 de setembre de 2005 | Catalina             | CSS               |
| 402302 | 2005 SS279             | 23 de setembre de 2005 | Kitt Peak            | Spacewatch        |
| 402303 | 2005 SF280             | 25 de setembre de 2005 | Kitt Peak            | Spacewatch        |
| 402304 | 2005 SC290             | 29 de setembre de 2005 | Kitt Peak            | Spacewatch        |
| 402305 | 2005 TO30              | 31 d'agost de 2005     | Anderson Mesa        | LONEOS            |
| 402306 | 2005 TK35              | 1 d'octubre de 2005    | Kitt Peak            | Spacewatch        |
| 402307 | 2005 TN43              | 30 de setembre de 2005 | Mount Lemmon         | Mt. Lemmon Survey |
| 402308 | 2005 TS50              | 17 de juny de 2005     | Mount Lemmon         | Mt. Lemmon Survey |
| 402309 | 2005 TL78              | 25 de setembre de 2005 | Kitt Peak            | Spacewatch        |
| 402310 | 2005 TV87              | 5 d'octubre de 2005    | Kitt Peak            | Spacewatch        |
| 402311 | 2005 TH110             | 7 d'octubre de 2005    | Kitt Peak            | Spacewatch        |
| 402312 | 2005 TK111             | 7 d'octubre de 2005    | Kitt Peak            | Spacewatch        |
| 402313 | 2005 TH118             | 26 de setembre de 2005 | Kitt Peak            | Spacewatch        |
| 402314 | 2005 TD123             | 26 de setembre de 2005 | Kitt Peak            | Spacewatch        |
| 402315 | 2005 TL124             | 7 d'octubre de 2005    | Kitt Peak            | Spacewatch        |
| 402316 | 2005 TC125             | 7 d'octubre de 2005    | Kitt Peak            | Spacewatch        |
| 402317 | 2005 TR125             | 7 d'octubre de 2005    | Kitt Peak            | Spacewatch        |
| 402318 | 2005 TD136             | 30 de setembre de 2005 | Anderson Mesa        | LONEOS            |
| 402319 | 2005 TH137             | 6 d'octubre de 2005    | Kitt Peak            | Spacewatch        |
| 402320 | 2005 TF143             | 8 d'octubre de 2005    | Kitt Peak            | Spacewatch        |
| 402321 | 2005 TH159             | 28 de setembre de 2005 | Kitt Peak            | Spacewatch        |
| 402322 | 2005 TF177             | 1 d'octubre de 2005    | Mount Lemmon         | Mt. Lemmon Survey |
| 402323 | 2005 UZ3               | 26 d'octubre de 2005   | Mount Graham         | W. H. Ryan        |
| 402324 | 2005 UO32              | 1 d'octubre de 2005    | Mount Lemmon         | Mt. Lemmon Survey |
| 402325 | 2005 UF56              | 23 d'octubre de 2005   | Catalina             | CSS               |
| 402326 | 2005 UB72              | 1 d'octubre de 2005    | Kitt Peak            | Spacewatch        |
| 402327 | 2005 US84              | 22 d'octubre de 2005   | Kitt Peak            | Spacewatch        |
| 402328 | 2005 UJ88              | 22 d'octubre de 2005   | Kitt Peak            | Spacewatch        |
| 402329 | 2005 UO89              | 22 d'octubre de 2005   | Kitt Peak            | Spacewatch        |
| 402330 | 2005 UB120             | 24 d'octubre de 2005   | Kitt Peak            | Spacewatch        |
| 402331 | 2005 UH168             | 24 d'octubre de 2005   | Kitt Peak            | Spacewatch        |
| 402332 | 2005 UX197             | 1 d'octubre de 2005    | Mount Lemmon         | Mt. Lemmon Survey |
| 402333 | 2005 UT206             | 1 d'octubre de 2005    | Kitt Peak            | Spacewatch        |
| 402334 | 2005 UV271             | 28 d'octubre de 2005   | Kitt Peak            | Spacewatch        |
| 402335 | 2005 UY287             | 26 d'octubre de 2005   | Kitt Peak            | Spacewatch        |
| 402336 | 2005 UA291             | 26 d'octubre de 2005   | Kitt Peak            | Spacewatch        |
| 402337 | 2005 UN323             | 28 d'octubre de 2005   | Kitt Peak            | Spacewatch        |
| 402338 | 2005 UC341             | 27 d'octubre de 2005   | Kitt Peak            | Spacewatch        |
| 402339 | 2005 UJ343             | 31 d'octubre de 2005   | Kitt Peak            | Spacewatch        |
| 402340 | 2005 UD371             | 27 d'octubre de 2005   | Mount Lemmon         | Mt. Lemmon Survey |
| 402341 | 2005 US400             | 27 d'octubre de 2005   | Mount Lemmon         | Mt. Lemmon Survey |
| 402342 | 2005 UG429             | 28 d'octubre de 2005   | Kitt Peak            | Spacewatch        |
| 402343 | 2005 UC461             | 28 d'octubre de 2005   | Mount Lemmon         | Mt. Lemmon Survey |
| 402344 | 2005 UL500             | 27 d'octubre de 2005   | Catalina             | CSS               |
| 402345 | 2005 UB511             | 26 d'octubre de 2005   | Kitt Peak            | Spacewatch        |
| 402346 | 2005 UM521             | 26 d'octubre de 2005   | Apache Point         | A. C. Becker      |
| 402347 | 2005 UQ521             | 26 d'octubre de 2005   | Apache Point         | A. C. Becker      |
| 402348 | 2005 UZ522             | 27 d'octubre de 2005   | Apache Point         | A. C. Becker      |
| 402349 | 2005 UR527             | 27 d'octubre de 2005   | Mount Lemmon         | Mt. Lemmon Survey |
| 402350 | 2005 VO8               | 25 d'octubre de 2005   | Kitt Peak            | Spacewatch        |
| 402351 | 2005 VY31              | 25 d'octubre de 2005   | Mount Lemmon         | Mt. Lemmon Survey |
| 402352 | 2005 VF54              | 4 de novembre de 2005  | Kitt Peak            | Spacewatch        |
| 402353 | 2005 VC55              | 4 de novembre de 2005  | Catalina             | CSS               |
| 402354 | 2005 VK58              | 25 d'octubre de 2005   | Kitt Peak            | Spacewatch        |
| 402355 | 2005 VW76              | 4 de novembre de 2005  | Socorro              | LINEAR            |
| 402356 | 2005 VX87              | 29 d'octubre de 2005   | Kitt Peak            | Spacewatch        |
| 402357 | 2005 VL113             | 10 de novembre de 2005 | Kitt Peak            | Spacewatch        |
| 402358 | 2005 VU117             | 12 de novembre de 2005 | Kitt Peak            | Spacewatch        |
| 402359 | 2005 VE124             | 5 de novembre de 2005  | Kitt Peak            | Spacewatch        |
| 402360 | 2005 VQ130             | 1 de novembre de 2005  | Apache Point         | A. C. Becker      |
| 402361 | 2005 VV134             | 1 de novembre de 2005  | Mauna Kea            | P. A. Wiegert     |
| 402362 | 2005 WL17              | 22 de novembre de 2005 | Kitt Peak            | Spacewatch        |
| 402363 | 2005 WW18              | 22 de novembre de 2005 | Kitt Peak            | Spacewatch        |
| 402364 | 2005 WB28              | 21 de novembre de 2005 | Kitt Peak            | Spacewatch        |
| 402365 | 2005 WC38              | 22 de novembre de 2005 | Kitt Peak            | Spacewatch        |
| 402366 | 2005 WP42              | 21 de novembre de 2005 | Kitt Peak            | Spacewatch        |
| 402367 | 2005 WD62              | 25 de novembre de 2005 | Kitt Peak            | Spacewatch        |
| 402368 | 2005 WT135             | 26 de novembre de 2005 | Kitt Peak            | Spacewatch        |
| 402369 | 2005 WY154             | 29 de novembre de 2005 | Kitt Peak            | Spacewatch        |
| 402370 | 2005 WH178             | 30 de novembre de 2005 | Kitt Peak            | Spacewatch        |
| 402371 | 2005 WN210             | 25 de novembre de 2005 | Mount Lemmon         | Mt. Lemmon Survey |
| 402372 | 2005 WO210             | 25 de novembre de 2005 | Kitt Peak            | Spacewatch        |
| 402373 | 2005 XG4               | 3 de desembre de 2005  | Pla D'Arguines       | R. Ferrando       |
| 402374 | 2005 XO21              | 1 de novembre de 2005  | Kitt Peak            | Spacewatch        |
| 402375 | 2005 XX31              | 2 de desembre de 2005  | Mount Lemmon         | Mt. Lemmon Survey |
| 402376 | 2005 XT43              | 2 de desembre de 2005  | Kitt Peak            | Spacewatch        |
| 402377 | 2005 XJ75              | 6 de desembre de 2005  | Kitt Peak            | Spacewatch        |
| 402378 | 2005 XS84              | 10 de desembre de 2005 | Catalina             | CSS               |
| 402379 | 2005 XO110             | 1 de desembre de 2005  | Kitt Peak            | M. W. Buie        |
| 402380 | 2005 YC21              | 4 de desembre de 2005  | Mount Lemmon         | Mt. Lemmon Survey |
| 402381 | 2005 YK53              | 22 de desembre de 2005 | Kitt Peak            | Spacewatch        |
| 402382 | 2005 YY64              | 25 de desembre de 2005 | Kitt Peak            | Spacewatch        |
| 402383 | 2005 YY68              | 26 de desembre de 2005 | Kitt Peak            | Spacewatch        |
| 402384 | 2005 YC69              | 5 de desembre de 2005  | Mount Lemmon         | Mt. Lemmon Survey |
| 402385 | 2005 YX69              | 26 de desembre de 2005 | Kitt Peak            | Spacewatch        |
| 402386 | 2005 YX70              | 27 de desembre de 2005 | Catalina             | CSS               |
| 402387 | 2005 YM71              | 24 de desembre de 2005 | Kitt Peak            | Spacewatch        |
| 402388 | 2005 YT72              | 24 de desembre de 2005 | Kitt Peak            | Spacewatch        |
| 402389 | 2005 YU77              | 27 d'octubre de 2005   | Mount Lemmon         | Mt. Lemmon Survey |
| 402390 | 2005 YZ78              | 24 de desembre de 2005 | Kitt Peak            | Spacewatch        |
| 402391 | 2005 YL79              | 24 de desembre de 2005 | Kitt Peak            | Spacewatch        |
| 402392 | 2005 YE83              | 24 de desembre de 2005 | Kitt Peak            | Spacewatch        |
| 402393 | 2005 YM88              | 25 de desembre de 2005 | Mount Lemmon         | Mt. Lemmon Survey |
| 402394 | 2005 YM90              | 30 de novembre de 2005 | Mount Lemmon         | Mt. Lemmon Survey |
| 402395 | 2005 YW97              | 24 de desembre de 2005 | Kitt Peak            | Spacewatch        |
| 402396 | 2005 YM98              | 26 de desembre de 2005 | Kitt Peak            | Spacewatch        |
| 402397 | 2005 YA104             | 25 de desembre de 2005 | Kitt Peak            | Spacewatch        |
| 402398 | 2005 YX114             | 25 de desembre de 2005 | Kitt Peak            | Spacewatch        |
| 402399 | 2005 YJ116             | 25 de desembre de 2005 | Kitt Peak            | Spacewatch        |
| 402400 | 2005 YJ118             | 25 de desembre de 2005 | Kitt Peak            | Spacewatch        |

## 402401-402500
| Nom    | Designació provisional | Data de descobriment   | Lloc de descobriment | Descobridor/s     |
| ------ | ---------------------- | ---------------------- | -------------------- | ----------------- |
| 402401 | 2005 YL120             | 27 de desembre de 2005 | Mount Lemmon         | Mt. Lemmon Survey |
| 402402 | 2005 YJ123             | 24 de desembre de 2005 | Socorro              | LINEAR            |
| 402403 | 2005 YH128             | 28 de desembre de 2005 | Mount Lemmon         | Mt. Lemmon Survey |
| 402404 | 2005 YG129             | 24 de desembre de 2005 | Kitt Peak            | Spacewatch        |
| 402405 | 2005 YU132             | 10 de novembre de 2005 | Mount Lemmon         | Mt. Lemmon Survey |
| 402406 | 2005 YR134             | 26 de desembre de 2005 | Kitt Peak            | Spacewatch        |
| 402407 | 2005 YA139             | 27 de desembre de 2005 | Mount Lemmon         | Mt. Lemmon Survey |
| 402408 | 2005 YT142             | 28 de desembre de 2005 | Mount Lemmon         | Mt. Lemmon Survey |
| 402409 | 2005 YR148             | 25 de desembre de 2005 | Kitt Peak            | Spacewatch        |
| 402410 | 2005 YP150             | 25 de desembre de 2005 | Kitt Peak            | Spacewatch        |
| 402411 | 2005 YO154             | 29 de desembre de 2005 | Kitt Peak            | Spacewatch        |
| 402412 | 2005 YH158             | 2 de desembre de 2005  | Mount Lemmon         | Mt. Lemmon Survey |
| 402413 | 2005 YY169             | 31 de desembre de 2005 | Kitt Peak            | Spacewatch        |
| 402414 | 2005 YP179             | 1 de desembre de 2005  | Mount Lemmon         | Mt. Lemmon Survey |
| 402415 | 2005 YV191             | 30 de desembre de 2005 | Kitt Peak            | Spacewatch        |
| 402416 | 2005 YL192             | 30 de desembre de 2005 | Kitt Peak            | Spacewatch        |
| 402417 | 2005 YV196             | 2 de desembre de 2005  | Mount Lemmon         | Mt. Lemmon Survey |
| 402418 | 2005 YH201             | 22 de desembre de 2005 | Kitt Peak            | Spacewatch        |
| 402419 | 2005 YJ208             | 29 de desembre de 2005 | Palomar              | NEAT              |
| 402420 | 2005 YK208             | 30 de desembre de 2005 | Catalina             | CSS               |
| 402421 | 2005 YG235             | 5 de desembre de 2005  | Mount Lemmon         | Mt. Lemmon Survey |
| 402422 | 2005 YH270             | 27 de desembre de 2005 | Kitt Peak            | Spacewatch        |
| 402423 | 2005 YC274             | 30 de desembre de 2005 | Mount Lemmon         | Mt. Lemmon Survey |
| 402424 | 2006 AR11              | 2 de gener de 2006     | Mount Lemmon         | Mt. Lemmon Survey |
| 402425 | 2006 AO26              | 26 de desembre de 2005 | Kitt Peak            | Spacewatch        |
| 402426 | 2006 AW30              | 5 de gener de 2006     | Kitt Peak            | Spacewatch        |
| 402427 | 2006 AN33              | 2 de gener de 2006     | Catalina             | CSS               |
| 402428 | 2006 AC36              | 4 de gener de 2006     | Kitt Peak            | Spacewatch        |
| 402429 | 2006 AG36              | 4 de gener de 2006     | Kitt Peak            | Spacewatch        |
| 402430 | 2006 AP40              | 25 de desembre de 2005 | Mount Lemmon         | Mt. Lemmon Survey |
| 402431 | 2006 AK42              | 6 de gener de 2006     | Mount Lemmon         | Mt. Lemmon Survey |
| 402432 | 2006 AE49              | 5 de gener de 2006     | Kitt Peak            | Spacewatch        |
| 402433 | 2006 AD61              | 5 de gener de 2006     | Kitt Peak            | Spacewatch        |
| 402434 | 2006 AX64              | 2 de desembre de 2005  | Mount Lemmon         | Mt. Lemmon Survey |
| 402435 | 2006 AD84              | 6 de gener de 2006     | Catalina             | CSS               |
| 402436 | 2006 AM93              | 7 de gener de 2006     | Mount Lemmon         | Mt. Lemmon Survey |
| 402437 | 2006 AW96              | 1 de gener de 2006     | Catalina             | CSS               |
| 402438 | 2006 AK101             | 22 d'octubre de 1998   | Caussols             | ODAS              |
| 402439 | 2006 BZ12              | 8 de gener de 2006     | Mount Lemmon         | Mt. Lemmon Survey |
| 402440 | 2006 BE31              | 20 de gener de 2006    | Kitt Peak            | Spacewatch        |
| 402441 | 2006 BJ31              | 20 de gener de 2006    | Kitt Peak            | Spacewatch        |
| 402442 | 2006 BQ34              | 22 de gener de 2006    | Mount Lemmon         | Mt. Lemmon Survey |
| 402443 | 2006 BX35              | 28 de desembre de 2005 | Mount Lemmon         | Mt. Lemmon Survey |
| 402444 | 2006 BS44              | 23 de gener de 2006    | Mount Lemmon         | Mt. Lemmon Survey |
| 402445 | 2006 BV45              | 7 de gener de 2006     | Mount Lemmon         | Mt. Lemmon Survey |
| 402446 | 2006 BN52              | 5 de gener de 2006     | Mount Lemmon         | Mt. Lemmon Survey |
| 402447 | 2006 BK55              | 26 de gener de 2006    | Mount Lemmon         | Mt. Lemmon Survey |
| 402448 | 2006 BX58              | 23 de gener de 2006    | Junk Bond            | D. Healy          |
| 402449 | 2006 BE59              | 23 de gener de 2006    | Mount Lemmon         | Mt. Lemmon Survey |
| 402450 | 2006 BP63              | 22 de gener de 2006    | Mount Lemmon         | Mt. Lemmon Survey |
| 402451 | 2006 BC64              | 30 de novembre de 2005 | Mount Lemmon         | Mt. Lemmon Survey |
| 402452 | 2006 BJ64              | 22 de gener de 2006    | Mount Lemmon         | Mt. Lemmon Survey |
| 402453 | 2006 BA87              | 25 de gener de 2006    | Kitt Peak            | Spacewatch        |
| 402454 | 2006 BS87              | 25 de gener de 2006    | Kitt Peak            | Spacewatch        |
| 402455 | 2006 BQ88              | 6 de desembre de 2005  | Mount Lemmon         | Mt. Lemmon Survey |
| 402456 | 2006 BM90              | 25 de gener de 2006    | Kitt Peak            | Spacewatch        |
| 402457 | 2006 BE94              | 26 de gener de 2006    | Kitt Peak            | Spacewatch        |
| 402458 | 2006 BD95              | 26 de gener de 2006    | Kitt Peak            | Spacewatch        |
| 402459 | 2006 BV97              | 27 de gener de 2006    | Kitt Peak            | Spacewatch        |
| 402460 | 2006 BL98              | 7 de gener de 2006     | Mount Lemmon         | Mt. Lemmon Survey |
| 402461 | 2006 BO110             | 25 de gener de 2006    | Kitt Peak            | Spacewatch        |
| 402462 | 2006 BV112             | 25 de gener de 2006    | Kitt Peak            | Spacewatch        |
| 402463 | 2006 BM149             | 23 de gener de 2006    | Catalina             | CSS               |
| 402464 | 2006 BB153             | 25 de gener de 2006    | Kitt Peak            | Spacewatch        |
| 402465 | 2006 BU157             | 25 de gener de 2006    | Kitt Peak            | Spacewatch        |
| 402466 | 2006 BA159             | 26 de gener de 2006    | Kitt Peak            | Spacewatch        |
| 402467 | 2006 BW166             | 26 de gener de 2006    | Mount Lemmon         | Mt. Lemmon Survey |
| 402468 | 2006 BK185             | 25 de novembre de 2005 | Mount Lemmon         | Mt. Lemmon Survey |
| 402469 | 2006 BK186             | 28 de gener de 2006    | Mount Lemmon         | Mt. Lemmon Survey |
| 402470 | 2006 BD198             | 30 de gener de 2006    | Kitt Peak            | Spacewatch        |
| 402471 | 2006 BM201             | 23 de gener de 2006    | Kitt Peak            | Spacewatch        |
| 402472 | 2006 BO201             | 31 de gener de 2006    | Kitt Peak            | Spacewatch        |
| 402473 | 2006 BK209             | 31 de gener de 2006    | Mount Lemmon         | Mt. Lemmon Survey |
| 402474 | 2006 BS224             | 30 de gener de 2006    | Kitt Peak            | Spacewatch        |
| 402475 | 2006 BD240             | 31 de gener de 2006    | Kitt Peak            | Spacewatch        |
| 402476 | 2006 BR240             | 31 de gener de 2006    | Kitt Peak            | Spacewatch        |
| 402477 | 2006 BC243             | 31 de gener de 2006    | Kitt Peak            | Spacewatch        |
| 402478 | 2006 BS261             | 7 de gener de 2006     | Mount Lemmon         | Mt. Lemmon Survey |
| 402479 | 2006 BW273             | 23 de gener de 2006    | Kitt Peak            | Spacewatch        |
| 402480 | 2006 BK274             | 26 de gener de 2006    | Kitt Peak            | Spacewatch        |
| 402481 | 2006 BR282             | 30 de gener de 2006    | Kitt Peak            | Spacewatch        |
| 402482 | 2006 CB2               | 1 de febrer de 2006    | Kitt Peak            | Spacewatch        |
| 402483 | 2006 CA14              | 1 de febrer de 2006    | Kitt Peak            | Spacewatch        |
| 402484 | 2006 CY24              | 2 de febrer de 2006    | Kitt Peak            | Spacewatch        |
| 402485 | 2006 CN29              | 2 de febrer de 2006    | Kitt Peak            | Spacewatch        |
| 402486 | 2006 CA35              | 2 de febrer de 2006    | Mount Lemmon         | Mt. Lemmon Survey |
| 402487 | 2006 CD42              | 4 de gener de 2006     | Mount Lemmon         | Mt. Lemmon Survey |
| 402488 | 2006 CA45              | 26 de gener de 2006    | Catalina             | CSS               |
| 402489 | 2006 CQ45              | 10 de gener de 2006    | Mount Lemmon         | Mt. Lemmon Survey |
| 402490 | 2006 CH47              | 25 de gener de 2006    | Kitt Peak            | Spacewatch        |
| 402491 | 2006 CR58              | 5 de febrer de 2006    | Mount Lemmon         | Mt. Lemmon Survey |
| 402492 | 2006 CT59              | 6 de febrer de 2006    | Mount Lemmon         | Mt. Lemmon Survey |
| 402493 | 2006 DS1               | 20 de febrer de 2006   | Kitt Peak            | Spacewatch        |
| 402494 | 2006 DZ7               | 20 de febrer de 2006   | Kitt Peak            | Spacewatch        |
| 402495 | 2006 DN9               | 21 de febrer de 2006   | Catalina             | CSS               |
| 402496 | 2006 DW12              | 31 de gener de 2006    | Kitt Peak            | Spacewatch        |
| 402497 | 2006 DP16              | 20 de febrer de 2006   | Kitt Peak            | Spacewatch        |
| 402498 | 2006 DC19              | 20 de febrer de 2006   | Kitt Peak            | Spacewatch        |
| 402499 | 2006 DJ26              | 20 de febrer de 2006   | Mount Lemmon         | Mt. Lemmon Survey |
| 402500 | 2006 DU38              | 21 de febrer de 2006   | Mount Lemmon         | Mt. Lemmon Survey |

## 402501-402600
| Nom    | Designació provisional | Data de descobriment   | Lloc de descobriment | Descobridor/s        |
| ------ | ---------------------- | ---------------------- | -------------------- | -------------------- |
| 402501 | 2006 DC40              | 22 de febrer de 2006   | Anderson Mesa        | LONEOS               |
| 402502 | 2006 DP42              | 20 de febrer de 2006   | Kitt Peak            | Spacewatch           |
| 402503 | 2006 DO45              | 30 de gener de 2006    | Kitt Peak            | Spacewatch           |
| 402504 | 2006 DK52              | 24 de febrer de 2006   | Kitt Peak            | Spacewatch           |
| 402505 | 2006 DZ55              | 24 de febrer de 2006   | Mount Lemmon         | Mt. Lemmon Survey    |
| 402506 | 2006 DV79              | 7 de febrer de 2006    | Mount Lemmon         | Mt. Lemmon Survey    |
| 402507 | 2006 DN82              | 24 de febrer de 2006   | Kitt Peak            | Spacewatch           |
| 402508 | 2006 DK89              | 24 de febrer de 2006   | Kitt Peak            | Spacewatch           |
| 402509 | 2006 DY93              | 24 de febrer de 2006   | Kitt Peak            | Spacewatch           |
| 402510 | 2006 DS98              | 25 de febrer de 2006   | Kitt Peak            | Spacewatch           |
| 402511 | 2006 DE105             | 25 de febrer de 2006   | Mount Lemmon         | Mt. Lemmon Survey    |
| 402512 | 2006 DR107             | 25 de febrer de 2006   | Kitt Peak            | Spacewatch           |
| 402513 | 2006 DN121             | 22 de febrer de 2006   | Anderson Mesa        | LONEOS               |
| 402514 | 2006 DQ123             | 24 de febrer de 2006   | Mount Lemmon         | Mt. Lemmon Survey    |
| 402515 | 2006 DT134             | 31 de gener de 2006    | Kitt Peak            | Spacewatch           |
| 402516 | 2006 DV138             | 2 de febrer de 2006    | Mount Lemmon         | Mt. Lemmon Survey    |
| 402517 | 2006 DA141             | 25 de febrer de 2006   | Kitt Peak            | Spacewatch           |
| 402518 | 2006 DV157             | 27 de febrer de 2006   | Kitt Peak            | Spacewatch           |
| 402519 | 2006 DG158             | 23 de gener de 2006    | Mount Lemmon         | Mt. Lemmon Survey    |
| 402520 | 2006 DR161             | 27 de febrer de 2006   | Mount Lemmon         | Mt. Lemmon Survey    |
| 402521 | 2006 DV195             | 1 de febrer de 2006    | Kitt Peak            | Spacewatch           |
| 402522 | 2006 DB205             | 4 de febrer de 2006    | Kitt Peak            | Spacewatch           |
| 402523 | 2006 EF12              | 2 de març de 2006      | Kitt Peak            | Spacewatch           |
| 402524 | 2006 ES13              | 2 de març de 2006      | Kitt Peak            | Spacewatch           |
| 402525 | 2006 ER21              | 26 de gener de 2006    | Mount Lemmon         | Mt. Lemmon Survey    |
| 402526 | 2006 EL24              | 3 de març de 2006      | Kitt Peak            | Spacewatch           |
| 402527 | 2006 EZ24              | 3 de març de 2006      | Kitt Peak            | Spacewatch           |
| 402528 | 2006 EC25              | 3 de març de 2006      | Kitt Peak            | Spacewatch           |
| 402529 | 2006 ES31              | 3 de març de 2006      | Kitt Peak            | Spacewatch           |
| 402530 | 2006 EW45              | 3 de març de 2006      | Kitt Peak            | Spacewatch           |
| 402531 | 2006 ET55              | 5 de març de 2006      | Kitt Peak            | Spacewatch           |
| 402532 | 2006 ER67              | 5 de febrer de 2006    | Mount Lemmon         | Mt. Lemmon Survey    |
| 402533 | 2006 EU74              | 2 de març de 2006      | Kitt Peak            | Spacewatch           |
| 402534 | 2006 FY10              | 23 de març de 2006     | Kitt Peak            | Spacewatch           |
| 402535 | 2006 FC24              | 24 de març de 2006     | Kitt Peak            | Spacewatch           |
| 402536 | 2006 FT42              | 26 de març de 2006     | Mount Lemmon         | Mt. Lemmon Survey    |
| 402537 | 2006 FN43              | 20 de febrer de 2006   | Mount Lemmon         | Mt. Lemmon Survey    |
| 402538 | 2006 FP53              | 25 de març de 2006     | Kitt Peak            | Spacewatch           |
| 402539 | 2006 GE1               | 31 de gener de 2006    | Mount Lemmon         | Mt. Lemmon Survey    |
| 402540 | 2006 GD49              | 1 d'abril de 2006      | Siding Spring        | Siding Spring Survey |
| 402541 | 2006 HY11              | 19 d'abril de 2006     | Kitt Peak            | Spacewatch           |
| 402542 | 2006 HS48              | 24 d'abril de 2006     | Kitt Peak            | Spacewatch           |
| 402543 | 2006 HP66              | 24 d'abril de 2006     | Kitt Peak            | Spacewatch           |
| 402544 | 2006 HH112             | 25 d'abril de 2006     | Mount Lemmon         | Mt. Lemmon Survey    |
| 402545 | 2006 JN4               | 2 de maig de 2006      | Mount Lemmon         | Mt. Lemmon Survey    |
| 402546 | 2006 JJ6               | 2 de maig de 2006      | Nyukasa              | Nyukasa              |
| 402547 | 2006 JT9               | 1 de maig de 2006      | Kitt Peak            | Spacewatch           |
| 402548 | 2006 JX20              | 2 de maig de 2006      | Kitt Peak            | Spacewatch           |
| 402549 | 2006 JV44              | 7 de maig de 2006      | Mount Lemmon         | Mt. Lemmon Survey    |
| 402550 | 2006 KE53              | 7 de maig de 2006      | Mount Lemmon         | Mt. Lemmon Survey    |
| 402551 | 2006 KN62              | 22 de maig de 2006     | Kitt Peak            | Spacewatch           |
| 402552 | 2006 KQ91              | 25 de maig de 2006     | Kitt Peak            | Spacewatch           |
| 402553 | 2006 KW94              | 25 de maig de 2006     | Kitt Peak            | Spacewatch           |
| 402554 | 2006 KM108             | 31 de maig de 2006     | Mount Lemmon         | Mt. Lemmon Survey    |
| 402555 | 2006 MU5               | 23 de maig de 2006     | Mount Lemmon         | Mt. Lemmon Survey    |
| 402556 | 2006 PX27              | 14 d'agost de 2006     | Siding Spring        | Siding Spring Survey |
| 402557 | 2006 QU1               | 17 d'agost de 2006     | Palomar              | NEAT                 |
| 402558 | 2006 QD18              | 17 d'agost de 2006     | Palomar              | NEAT                 |
| 402559 | 2006 QP19              | 17 d'agost de 2006     | Palomar              | NEAT                 |
| 402560 | 2006 QR35              | 17 d'agost de 2006     | Palomar              | NEAT                 |
| 402561 | 2006 QP54              | 17 d'agost de 2006     | Palomar              | NEAT                 |
| 402562 | 2006 QO60              | 20 d'agost de 2006     | Palomar              | NEAT                 |
| 402563 | 2006 QW61              | 22 d'agost de 2006     | Palomar              | NEAT                 |
| 402564 | 2006 QA123             | 29 d'agost de 2006     | Catalina             | CSS                  |
| 402565 | 2006 RV4               | 12 de setembre de 2006 | Catalina             | CSS                  |
| 402566 | 2006 RK7               | 11 de setembre de 2006 | Catalina             | CSS                  |
| 402567 | 2006 RB11              | 12 de setembre de 2006 | Catalina             | CSS                  |
| 402568 | 2006 RN25              | 14 de setembre de 2006 | Kitt Peak            | Spacewatch           |
| 402569 | 2006 RG26              | 14 de setembre de 2006 | Catalina             | CSS                  |
| 402570 | 2006 RV33              | 12 de setembre de 2006 | Catalina             | CSS                  |
| 402571 | 2006 RK35              | 14 de setembre de 2006 | Catalina             | CSS                  |
| 402572 | 2006 RB47              | 14 de setembre de 2006 | Kitt Peak            | Spacewatch           |
| 402573 | 2006 RB52              | 14 de setembre de 2006 | Kitt Peak            | Spacewatch           |
| 402574 | 2006 RC53              | 14 de setembre de 2006 | Kitt Peak            | Spacewatch           |
| 402575 | 2006 RH53              | 14 de setembre de 2006 | Kitt Peak            | Spacewatch           |
| 402576 | 2006 RC54              | 14 de setembre de 2006 | Kitt Peak            | Spacewatch           |
| 402577 | 2006 RQ57              | 15 de setembre de 2006 | Kitt Peak            | Spacewatch           |
| 402578 | 2006 RX68              | 15 de setembre de 2006 | Kitt Peak            | Spacewatch           |
| 402579 | 2006 RO85              | 15 de setembre de 2006 | Kitt Peak            | Spacewatch           |
| 402580 | 2006 RA86              | 15 de setembre de 2006 | Kitt Peak            | Spacewatch           |
| 402581 | 2006 RX91              | 15 de setembre de 2006 | Kitt Peak            | Spacewatch           |
| 402582 | 2006 RF94              | 15 de setembre de 2006 | Kitt Peak            | Spacewatch           |
| 402583 | 2006 RG97              | 15 de setembre de 2006 | Kitt Peak            | Spacewatch           |
| 402584 | 2006 RJ100             | 14 de setembre de 2006 | Catalina             | CSS                  |
| 402585 | 2006 RE102             | 15 de setembre de 2006 | Kitt Peak            | Spacewatch           |
| 402586 | 2006 SE22              | 17 de setembre de 2006 | Catalina             | CSS                  |
| 402587 | 2006 SQ28              | 29 d'agost de 2006     | Kitt Peak            | Spacewatch           |
| 402588 | 2006 SY28              | 17 de setembre de 2006 | Kitt Peak            | Spacewatch           |
| 402589 | 2006 SQ43              | 16 de setembre de 2006 | Catalina             | CSS                  |
| 402590 | 2006 SB52              | 18 de setembre de 2006 | Catalina             | CSS                  |
| 402591 | 2006 SP77              | 23 de setembre de 2006 | Wildberg             | R. Apitzsch          |
| 402592 | 2006 SC91              | 18 de setembre de 2006 | Kitt Peak            | Spacewatch           |
| 402593 | 2006 SN92              | 18 de setembre de 2006 | Kitt Peak            | Spacewatch           |
| 402594 | 2006 SO96              | 18 de setembre de 2006 | Kitt Peak            | Spacewatch           |
| 402595 | 2006 SV97              | 18 de setembre de 2006 | Kitt Peak            | Spacewatch           |
| 402596 | 2006 SN105             | 19 de setembre de 2006 | Kitt Peak            | Spacewatch           |
| 402597 | 2006 SQ129             | 19 de setembre de 2006 | Anderson Mesa        | LONEOS               |
| 402598 | 2006 SV146             | 19 de setembre de 2006 | Kitt Peak            | Spacewatch           |
| 402599 | 2006 SP150             | 19 de setembre de 2006 | Kitt Peak            | Spacewatch           |
| 402600 | 2006 SV151             | 19 de setembre de 2006 | Kitt Peak            | Spacewatch           |

## 402601-402700
| Nom    | Designació provisional | Data de descobriment   | Lloc de descobriment | Descobridor/s     |
| ------ | ---------------------- | ---------------------- | -------------------- | ----------------- |
| 402601 | 2006 SB154             | 20 de setembre de 2006 | Anderson Mesa        | LONEOS            |
| 402602 | 2006 SK158             | 23 de setembre de 2006 | Kitt Peak            | Spacewatch        |
| 402603 | 2006 SU160             | 23 de setembre de 2006 | Kitt Peak            | Spacewatch        |
| 402604 | 2006 SG168             | 25 de setembre de 2006 | Kitt Peak            | Spacewatch        |
| 402605 | 2006 SU176             | 25 de setembre de 2006 | Kitt Peak            | Spacewatch        |
| 402606 | 2006 SC188             | 26 de setembre de 2006 | Kitt Peak            | Spacewatch        |
| 402607 | 2006 SJ188             | 26 de setembre de 2006 | Kitt Peak            | Spacewatch        |
| 402608 | 2006 SE214             | 27 de setembre de 2006 | Mount Lemmon         | Mt. Lemmon Survey |
| 402609 | 2006 SB218             | 21 de setembre de 2006 | Wildberg             | R. Apitzsch       |
| 402610 | 2006 SL236             | 26 de setembre de 2006 | Mount Lemmon         | Mt. Lemmon Survey |
| 402611 | 2006 SD249             | 26 de setembre de 2006 | Kitt Peak            | Spacewatch        |
| 402612 | 2006 SY259             | 19 de setembre de 2006 | Kitt Peak            | Spacewatch        |
| 402613 | 2006 SN273             | 27 de setembre de 2006 | Mount Lemmon         | Mt. Lemmon Survey |
| 402614 | 2006 SB280             | 29 de setembre de 2006 | Anderson Mesa        | LONEOS            |
| 402615 | 2006 SC296             | 17 de setembre de 2006 | Kitt Peak            | Spacewatch        |
| 402616 | 2006 SV313             | 27 de setembre de 2006 | Kitt Peak            | Spacewatch        |
| 402617 | 2006 SA318             | 27 de setembre de 2006 | Kitt Peak            | Spacewatch        |
| 402618 | 2006 SL318             | 27 de setembre de 2006 | Kitt Peak            | Spacewatch        |
| 402619 | 2006 SC337             | 28 de setembre de 2006 | Kitt Peak            | Spacewatch        |
| 402620 | 2006 SJ346             | 28 de setembre de 2006 | Kitt Peak            | Spacewatch        |
| 402621 | 2006 SE363             | 30 de setembre de 2006 | Catalina             | CSS               |
| 402622 | 2006 SK391             | 18 de setembre de 2006 | Kitt Peak            | Spacewatch        |
| 402623 | 2006 SW398             | 17 de setembre de 2006 | Kitt Peak            | Spacewatch        |
| 402624 | 2006 SK401             | 28 de setembre de 2006 | Mount Lemmon         | Mt. Lemmon Survey |
| 402625 | 2006 TO17              | 11 d'octubre de 2006   | Kitt Peak            | Spacewatch        |
| 402626 | 2006 TT18              | 11 d'octubre de 2006   | Kitt Peak            | Spacewatch        |
| 402627 | 2006 TK32              | 12 d'octubre de 2006   | Kitt Peak            | Spacewatch        |
| 402628 | 2006 TC41              | 12 d'octubre de 2006   | Kitt Peak            | Spacewatch        |
| 402629 | 2006 TH43              | 25 de setembre de 2006 | Mount Lemmon         | Mt. Lemmon Survey |
| 402630 | 2006 TW44              | 12 d'octubre de 2006   | Kitt Peak            | Spacewatch        |
| 402631 | 2006 TB50              | 12 d'octubre de 2006   | Palomar              | NEAT              |
| 402632 | 2006 TL50              | 25 de setembre de 2006 | Mount Lemmon         | Mt. Lemmon Survey |
| 402633 | 2006 TH59              | 13 d'octubre de 2006   | Kitt Peak            | Spacewatch        |
| 402634 | 2006 TD60              | 13 d'octubre de 2006   | Kitt Peak            | Spacewatch        |
| 402635 | 2006 TQ78              | 12 d'octubre de 2006   | Kitt Peak            | Spacewatch        |
| 402636 | 2006 TS99              | 15 d'octubre de 2006   | Kitt Peak            | Spacewatch        |
| 402637 | 2006 TC105             | 30 de setembre de 2006 | Mount Lemmon         | Mt. Lemmon Survey |
| 402638 | 2006 TQ113             | 1 d'octubre de 2006    | Apache Point         | A. C. Becker      |
| 402639 | 2006 TD118             | 3 d'octubre de 2006    | Apache Point         | A. C. Becker      |
| 402640 | 2006 TF118             | 3 d'octubre de 2006    | Apache Point         | A. C. Becker      |
| 402641 | 2006 TV119             | 11 d'octubre de 2006   | Apache Point         | A. C. Becker      |
| 402642 | 2006 TR124             | 3 d'octubre de 2006    | Mount Lemmon         | Mt. Lemmon Survey |
| 402643 | 2006 TD127             | 4 d'octubre de 2006    | Mount Lemmon         | Mt. Lemmon Survey |
| 402644 | 2006 TJ127             | 4 d'octubre de 2006    | Mount Lemmon         | Mt. Lemmon Survey |
| 402645 | 2006 US6               | 16 d'octubre de 2006   | Catalina             | CSS               |
| 402646 | 2006 UN12              | 17 d'octubre de 2006   | Mount Lemmon         | Mt. Lemmon Survey |
| 402647 | 2006 UJ17              | 19 d'octubre de 2006   | Calvin-Rehoboth      | L. A. Molnar      |
| 402648 | 2006 UO24              | 25 de setembre de 2006 | Kitt Peak            | Spacewatch        |
| 402649 | 2006 UR39              | 16 d'octubre de 2006   | Kitt Peak            | Spacewatch        |
| 402650 | 2006 UL46              | 16 d'octubre de 2006   | Kitt Peak            | Spacewatch        |
| 402651 | 2006 UE55              | 17 d'octubre de 2006   | Kitt Peak            | Spacewatch        |
| 402652 | 2006 UG71              | 16 d'octubre de 2006   | Kitt Peak            | Spacewatch        |
| 402653 | 2006 UU77              | 28 de setembre de 2006 | Mount Lemmon         | Mt. Lemmon Survey |
| 402654 | 2006 UA83              | 17 d'octubre de 2006   | Kitt Peak            | Spacewatch        |
| 402655 | 2006 UQ86              | 17 d'octubre de 2006   | Mount Lemmon         | Mt. Lemmon Survey |
| 402656 | 2006 UC87              | 17 d'octubre de 2006   | Mount Lemmon         | Mt. Lemmon Survey |
| 402657 | 2006 UK94              | 18 d'octubre de 2006   | Kitt Peak            | Spacewatch        |
| 402658 | 2006 UR96              | 2 d'octubre de 2006    | Mount Lemmon         | Mt. Lemmon Survey |
| 402659 | 2006 UC99              | 18 d'octubre de 2006   | Kitt Peak            | Spacewatch        |
| 402660 | 2006 UH104             | 18 d'octubre de 2006   | Kitt Peak            | Spacewatch        |
| 402661 | 2006 US119             | 19 d'octubre de 2006   | Kitt Peak            | Spacewatch        |
| 402662 | 2006 UH154             | 21 d'octubre de 2006   | Catalina             | CSS               |
| 402663 | 2006 UK164             | 21 d'octubre de 2006   | Mount Lemmon         | Mt. Lemmon Survey |
| 402664 | 2006 UU171             | 21 d'octubre de 2006   | Mount Lemmon         | Mt. Lemmon Survey |
| 402665 | 2006 UZ177             | 16 d'octubre de 2006   | Catalina             | CSS               |
| 402666 | 2006 UL192             | 19 d'octubre de 2006   | Catalina             | CSS               |
| 402667 | 2006 UB193             | 19 d'octubre de 2006   | Palomar              | NEAT              |
| 402668 | 2006 UJ199             | 20 d'octubre de 2006   | Kitt Peak            | Spacewatch        |
| 402669 | 2006 UM212             | 23 d'octubre de 2006   | Kitt Peak            | Spacewatch        |
| 402670 | 2006 UX221             | 17 d'octubre de 2006   | Catalina             | CSS               |
| 402671 | 2006 UN238             | 23 d'octubre de 2006   | Palomar              | NEAT              |
| 402672 | 2006 UK241             | 23 d'octubre de 2006   | Catalina             | CSS               |
| 402673 | 2006 UQ265             | 27 d'octubre de 2006   | Catalina             | CSS               |
| 402674 | 2006 UJ273             | 27 d'octubre de 2006   | Kitt Peak            | Spacewatch        |
| 402675 | 2006 UV279             | 28 d'octubre de 2006   | Mount Lemmon         | Mt. Lemmon Survey |
| 402676 | 2006 UN282             | 20 d'octubre de 2006   | Kitt Peak            | Spacewatch        |
| 402677 | 2006 UV285             | 28 d'octubre de 2006   | Kitt Peak            | Spacewatch        |
| 402678 | 2006 UF286             | 28 d'octubre de 2006   | Kitt Peak            | Spacewatch        |
| 402679 | 2006 UH335             | 16 d'octubre de 2006   | Kitt Peak            | Spacewatch        |
| 402680 | 2006 UE336             | 20 d'octubre de 2006   | Kitt Peak            | Spacewatch        |
| 402681 | 2006 UM336             | 21 d'octubre de 2006   | Catalina             | CSS               |
| 402682 | 2006 UD338             | 23 d'octubre de 2006   | Mount Lemmon         | Mt. Lemmon Survey |
| 402683 | 2006 UF346             | 19 d'octubre de 2006   | Catalina             | CSS               |
| 402684 | 2006 UH361             | 19 d'octubre de 2006   | Catalina             | CSS               |
| 402685 | 2006 VH2               | 9 de novembre de 2006  | Dax                  | Dax               |
| 402686 | 2006 VO10              | 11 de novembre de 2006 | Catalina             | CSS               |
| 402687 | 2006 VO11              | 11 de novembre de 2006 | Mount Lemmon         | Mt. Lemmon Survey |
| 402688 | 2006 VW22              | 10 de novembre de 2006 | Kitt Peak            | Spacewatch        |
| 402689 | 2006 VA27              | 27 d'octubre de 2006   | Mount Lemmon         | Mt. Lemmon Survey |
| 402690 | 2006 VB37              | 11 de novembre de 2006 | Catalina             | CSS               |
| 402691 | 2006 VS40              | 12 de novembre de 2006 | Mount Lemmon         | Mt. Lemmon Survey |
| 402692 | 2006 VN46              | 31 d'octubre de 2006   | Mount Lemmon         | Mt. Lemmon Survey |
| 402693 | 2006 VQ48              | 10 de novembre de 2006 | Socorro              | LINEAR            |
| 402694 | 2006 VG51              | 10 de novembre de 2006 | Kitt Peak            | Spacewatch        |
| 402695 | 2006 VU52              | 11 de novembre de 2006 | Kitt Peak            | Spacewatch        |
| 402696 | 2006 VU64              | 28 de setembre de 2006 | Mount Lemmon         | Mt. Lemmon Survey |
| 402697 | 2006 VB65              | 28 d'octubre de 2006   | Mount Lemmon         | Mt. Lemmon Survey |
| 402698 | 2006 VC65              | 11 de novembre de 2006 | Kitt Peak            | Spacewatch        |
| 402699 | 2006 VD68              | 11 de novembre de 2006 | Kitt Peak            | Spacewatch        |
| 402700 | 2006 VY81              | 13 de novembre de 2006 | Kitt Peak            | Spacewatch        |

## 402701-402800
| Nom    | Designació provisional | Data de descobriment   | Lloc de descobriment | Descobridor/s                                       |
| ------ | ---------------------- | ---------------------- | -------------------- | --------------------------------------------------- |
| 402701 | 2006 VK87              | 14 de novembre de 2006 | Catalina             | CSS                                                 |
| 402702 | 2006 VB90              | 27 de setembre de 2006 | Mount Lemmon         | Mt. Lemmon Survey                                   |
| 402703 | 2006 VO98              | 11 de novembre de 2006 | Catalina             | CSS                                                 |
| 402704 | 2006 VH104             | 13 de novembre de 2006 | Catalina             | CSS                                                 |
| 402705 | 2006 VD110             | 13 de novembre de 2006 | Kitt Peak            | Spacewatch                                          |
| 402706 | 2006 VT112             | 13 de novembre de 2006 | Kitt Peak            | Spacewatch                                          |
| 402707 | 2006 VG121             | 2 de novembre de 2006  | Catalina             | CSS                                                 |
| 402708 | 2006 VG128             | 15 de novembre de 2006 | Kitt Peak            | Spacewatch                                          |
| 402709 | 2006 VW129             | 27 de setembre de 2006 | Mount Lemmon         | Mt. Lemmon Survey                                   |
| 402710 | 2006 VF147             | 15 de novembre de 2006 | Mount Lemmon         | Mt. Lemmon Survey                                   |
| 402711 | 2006 VG149             | 19 de setembre de 2006 | Catalina             | CSS                                                 |
| 402712 | 2006 VO150             | 9 de novembre de 2006  | Palomar              | NEAT                                                |
| 402713 | 2006 VO156             | 13 de novembre de 2006 | Apache Point         | Sloan Digital Sky Survey Linked Object Catalog team |
| 402714 | 2006 WH7               | 16 de novembre de 2006 | Kitt Peak            | Spacewatch                                          |
| 402715 | 2006 WF12              | 16 de novembre de 2006 | Mount Lemmon         | Mt. Lemmon Survey                                   |
| 402716 | 2006 WW17              | 1 de novembre de 2006  | Mount Lemmon         | Mt. Lemmon Survey                                   |
| 402717 | 2006 WQ20              | 17 de novembre de 2006 | Mount Lemmon         | Mt. Lemmon Survey                                   |
| 402718 | 2006 WT33              | 30 de setembre de 2006 | Mount Lemmon         | Mt. Lemmon Survey                                   |
| 402719 | 2006 WO36              | 16 de novembre de 2006 | Kitt Peak            | Spacewatch                                          |
| 402720 | 2006 WK42              | 16 de novembre de 2006 | Kitt Peak            | Spacewatch                                          |
| 402721 | 2006 WP48              | 16 de novembre de 2006 | Kitt Peak            | Spacewatch                                          |
| 402722 | 2006 WY55              | 16 de novembre de 2006 | Mount Lemmon         | Mt. Lemmon Survey                                   |
| 402723 | 2006 WR56              | 16 de novembre de 2006 | Kitt Peak            | Spacewatch                                          |
| 402724 | 2006 WR67              | 17 de novembre de 2006 | Kitt Peak            | Spacewatch                                          |
| 402725 | 2006 WN70              | 31 d'octubre de 2006   | Mount Lemmon         | Mt. Lemmon Survey                                   |
| 402726 | 2006 WR86              | 18 de novembre de 2006 | Socorro              | LINEAR                                              |
| 402727 | 2006 WS110             | 11 de novembre de 2006 | Kitt Peak            | Spacewatch                                          |
| 402728 | 2006 WO123             | 21 de novembre de 2006 | Mount Lemmon         | Mt. Lemmon Survey                                   |
| 402729 | 2006 WE125             | 22 de novembre de 2006 | Kitt Peak            | Spacewatch                                          |
| 402730 | 2006 WE133             | 18 de novembre de 2006 | Kitt Peak            | Spacewatch                                          |
| 402731 | 2006 WS137             | 19 de novembre de 2006 | Kitt Peak            | Spacewatch                                          |
| 402732 | 2006 WY154             | 22 de novembre de 2006 | Kitt Peak            | Spacewatch                                          |
| 402733 | 2006 WJ158             | 22 de novembre de 2006 | Kitt Peak            | Spacewatch                                          |
| 402734 | 2006 WR158             | 22 de novembre de 2006 | Socorro              | LINEAR                                              |
| 402735 | 2006 WV163             | 23 d'octubre de 2006   | Mount Lemmon         | Mt. Lemmon Survey                                   |
| 402736 | 2006 WN169             | 23 de març de 2004     | Kitt Peak            | Spacewatch                                          |
| 402737 | 2006 WX169             | 23 de novembre de 2006 | Kitt Peak            | Spacewatch                                          |
| 402738 | 2006 WH177             | 23 de novembre de 2006 | Mount Lemmon         | Mt. Lemmon Survey                                   |
| 402739 | 2006 WH201             | 20 de novembre de 2006 | Kitt Peak            | Spacewatch                                          |
| 402740 | 2006 WX201             | 24 de novembre de 2006 | Mount Lemmon         | Mt. Lemmon Survey                                   |
| 402741 | 2006 XL                | 9 de desembre de 2006  | 7300                 | W. K. Y. Yeung                                      |
| 402742 | 2006 XG6               | 8 de desembre de 2006  | Palomar              | NEAT                                                |
| 402743 | 2006 XQ13              | 10 de desembre de 2006 | Kitt Peak            | Spacewatch                                          |
| 402744 | 2006 XD16              | 10 de desembre de 2006 | Anderson Mesa        | LONEOS                                              |
| 402745 | 2006 XQ26              | 12 de desembre de 2006 | Catalina             | CSS                                                 |
| 402746 | 2006 XA32              | 9 de desembre de 2006  | Kitt Peak            | Spacewatch                                          |
| 402747 | 2006 XF32              | 9 de desembre de 2006  | Kitt Peak            | Spacewatch                                          |
| 402748 | 2006 XA38              | 11 de desembre de 2006 | Kitt Peak            | Spacewatch                                          |
| 402749 | 2006 XZ46              | 13 de desembre de 2006 | Catalina             | CSS                                                 |
| 402750 | 2006 XL73              | 15 de desembre de 2006 | Kitt Peak            | Spacewatch                                          |
| 402751 | 2006 YW11              | 18 de desembre de 2006 | Nyukasa              | Nyukasa                                             |
| 402752 | 2006 YM12              | 14 de desembre de 2006 | Mount Lemmon         | Mt. Lemmon Survey                                   |
| 402753 | 2006 YQ14              | 25 de desembre de 2006 | Junk Bond            | D. Healy                                            |
| 402754 | 2006 YW18              | 23 de desembre de 2006 | Mount Lemmon         | Mt. Lemmon Survey                                   |
| 402755 | 2006 YK21              | 21 de desembre de 2006 | Kitt Peak            | Spacewatch                                          |
| 402756 | 2006 YC34              | 21 de desembre de 2006 | Kitt Peak            | Spacewatch                                          |
| 402757 | 2006 YV48              | 25 de desembre de 2006 | Kitt Peak            | Spacewatch                                          |
| 402758 | 2007 AT8               | 10 de gener de 2007    | Nyukasa              | Nyukasa                                             |
| 402759 | 2007 AK14              | 9 de gener de 2007     | Mount Lemmon         | Mt. Lemmon Survey                                   |
| 402760 | 2007 AN17              | 14 de desembre de 2006 | Mount Lemmon         | Mt. Lemmon Survey                                   |
| 402761 | 2007 AL31              | 15 de gener de 2007    | Catalina             | CSS                                                 |
| 402762 | 2007 BF14              | 17 de gener de 2007    | Kitt Peak            | Spacewatch                                          |
| 402763 | 2007 BO25              | 17 de gener de 2007    | Kitt Peak            | Spacewatch                                          |
| 402764 | 2007 BW29              | 24 de gener de 2007    | Socorro              | LINEAR                                              |
| 402765 | 2007 BA33              | 20 de desembre de 2006 | Mount Lemmon         | Mt. Lemmon Survey                                   |
| 402766 | 2007 BL41              | 23 de novembre de 2006 | Mount Lemmon         | Mt. Lemmon Survey                                   |
| 402767 | 2007 BF47              | 26 de gener de 2007    | Kitt Peak            | Spacewatch                                          |
| 402768 | 2007 BS49              | 24 de setembre de 2005 | Kitt Peak            | Spacewatch                                          |
| 402769 | 2007 BA52              | 24 de gener de 2007    | Kitt Peak            | Spacewatch                                          |
| 402770 | 2007 BS76              | 9 de gener de 2007     | Kitt Peak            | Spacewatch                                          |
| 402771 | 2007 BN77              | 17 de gener de 2007    | Kitt Peak            | Spacewatch                                          |
| 402772 | 2007 BL78              | 25 de gener de 2007    | Kitt Peak            | Spacewatch                                          |
| 402773 | 2007 BO78              | 25 de gener de 2007    | Kitt Peak            | Spacewatch                                          |
| 402774 | 2007 BK81              | 27 de gener de 2007    | Kitt Peak            | Spacewatch                                          |
| 402775 | 2007 CH3               | 6 de febrer de 2007    | Kitt Peak            | Spacewatch                                          |
| 402776 | 2007 CR4               | 27 de gener de 2007    | Kitt Peak            | Spacewatch                                          |
| 402777 | 2007 CB15              | 27 de gener de 2007    | Mount Lemmon         | Mt. Lemmon Survey                                   |
| 402778 | 2007 CD21              | 27 de gener de 2007    | Mount Lemmon         | Mt. Lemmon Survey                                   |
| 402779 | 2007 CB30              | 6 de febrer de 2007    | Mount Lemmon         | Mt. Lemmon Survey                                   |
| 402780 | 2007 CR31              | 14 d'agost de 2004     | Campo Imperatore     | CINEOS                                              |
| 402781 | 2007 CA35              | 6 de febrer de 2007    | Mount Lemmon         | Mt. Lemmon Survey                                   |
| 402782 | 2007 CH37              | 6 de febrer de 2007    | Mount Lemmon         | Mt. Lemmon Survey                                   |
| 402783 | 2007 CS47              | 27 de gener de 2007    | Mount Lemmon         | Mt. Lemmon Survey                                   |
| 402784 | 2007 CD50              | 12 de febrer de 2007   | Vail-Jarnac          | Jarnac                                              |
| 402785 | 2007 DZ2               | 8 de febrer de 2007    | Kitt Peak            | Spacewatch                                          |
| 402786 | 2007 DK5               | 17 de febrer de 2007   | Kitt Peak            | Spacewatch                                          |
| 402787 | 2007 DA18              | 17 de febrer de 2007   | Kitt Peak            | Spacewatch                                          |
| 402788 | 2007 DO24              | 17 de febrer de 2007   | Kitt Peak            | Spacewatch                                          |
| 402789 | 2007 DW29              | 17 de febrer de 2007   | Kitt Peak            | Spacewatch                                          |
| 402790 | 2007 DE32              | 17 de febrer de 2007   | Kitt Peak            | Spacewatch                                          |
| 402791 | 2007 DK32              | 17 de febrer de 2007   | Kitt Peak            | Spacewatch                                          |
| 402792 | 2007 DV34              | 17 de febrer de 2007   | Kitt Peak            | Spacewatch                                          |
| 402793 | 2007 DO40              | 19 de febrer de 2007   | Mount Lemmon         | Mt. Lemmon Survey                                   |
| 402794 | 2007 DL50              | 10 de gener de 2007    | Mount Lemmon         | Mt. Lemmon Survey                                   |
| 402795 | 2007 DO51              | 17 de febrer de 2007   | Kitt Peak            | Spacewatch                                          |
| 402796 | 2007 DQ51              | 17 de febrer de 2007   | Kitt Peak            | Spacewatch                                          |
| 402797 | 2007 DN54              | 21 de febrer de 2007   | Kitt Peak            | Spacewatch                                          |
| 402798 | 2007 DJ61              | 19 de febrer de 2007   | Catalina             | CSS                                                 |
| 402799 | 2007 DZ61              | 27 de desembre de 2006 | Mount Lemmon         | Mt. Lemmon Survey                                   |
| 402800 | 2007 DY62              | 21 de febrer de 2007   | Kitt Peak            | Spacewatch                                          |

## 402801-402900
| Nom    | Designació provisional | Data de descobriment   | Lloc de descobriment | Descobridor/s          |
| ------ | ---------------------- | ---------------------- | -------------------- | ---------------------- |
| 402801 | 2007 DD68              | 21 de febrer de 2007   | Kitt Peak            | Spacewatch             |
| 402802 | 2007 DN68              | 21 de febrer de 2007   | Kitt Peak            | Spacewatch             |
| 402803 | 2007 DD72              | 21 de febrer de 2007   | Kitt Peak            | Spacewatch             |
| 402804 | 2007 DJ72              | 21 de febrer de 2007   | Kitt Peak            | Spacewatch             |
| 402805 | 2007 DS73              | 21 de febrer de 2007   | Kitt Peak            | Spacewatch             |
| 402806 | 2007 DS76              | 22 de febrer de 2007   | Anderson Mesa        | LONEOS                 |
| 402807 | 2007 DQ84              | 27 de gener de 2007    | Mount Lemmon         | Mt. Lemmon Survey      |
| 402808 | 2007 DD89              | 28 de gener de 2007    | Mount Lemmon         | Mt. Lemmon Survey      |
| 402809 | 2007 DG91              | 23 de febrer de 2007   | Mount Lemmon         | Mt. Lemmon Survey      |
| 402810 | 2007 DO98              | 28 de gener de 2007    | Mount Lemmon         | Mt. Lemmon Survey      |
| 402811 | 2007 DE109             | 17 de febrer de 2007   | Kitt Peak            | Spacewatch             |
| 402812 | 2007 DP114             | 26 de febrer de 2007   | Mount Lemmon         | Mt. Lemmon Survey      |
| 402813 | 2007 DL117             | 25 de febrer de 2007   | Mount Lemmon         | Mt. Lemmon Survey      |
| 402814 | 2007 EW1               | 9 de març de 2007      | Kitt Peak            | Spacewatch             |
| 402815 | 2007 EL33              | 22 de febrer de 2007   | Kitt Peak            | Spacewatch             |
| 402816 | 2007 EJ47              | 9 de març de 2007      | Kitt Peak            | Spacewatch             |
| 402817 | 2007 EZ62              | 10 de març de 2007     | Kitt Peak            | Spacewatch             |
| 402818 | 2007 EJ63              | 10 de març de 2007     | Kitt Peak            | Spacewatch             |
| 402819 | 2007 EJ72              | 25 de febrer de 2007   | Mount Lemmon         | Mt. Lemmon Survey      |
| 402820 | 2007 EX98              | 26 de febrer de 2007   | Mount Lemmon         | Mt. Lemmon Survey      |
| 402821 | 2007 EK115             | 13 de març de 2007     | Mount Lemmon         | Mt. Lemmon Survey      |
| 402822 | 2007 EL133             | 9 de març de 2007      | Mount Lemmon         | Mt. Lemmon Survey      |
| 402823 | 2007 EF146             | 26 de febrer de 2007   | Mount Lemmon         | Mt. Lemmon Survey      |
| 402824 | 2007 EL156             | 12 de març de 2007     | Kitt Peak            | Spacewatch             |
| 402825 | 2007 EV160             | 26 de desembre de 2006 | Kitt Peak            | Spacewatch             |
| 402826 | 2007 EJ186             | 27 de febrer de 2007   | Kitt Peak            | Spacewatch             |
| 402827 | 2007 EW215             | 24 de novembre de 2006 | Mount Lemmon         | Mt. Lemmon Survey      |
| 402828 | 2007 EJ220             | 13 de març de 2007     | Mount Lemmon         | Mt. Lemmon Survey      |
| 402829 | 2007 FP10              | 7 de gener de 2006     | Mount Lemmon         | Mt. Lemmon Survey      |
| 402830 | 2007 FJ21              | 20 de març de 2007     | Mount Lemmon         | Mt. Lemmon Survey      |
| 402831 | 2007 FM30              | 13 de març de 2007     | Kitt Peak            | Spacewatch             |
| 402832 | 2007 FJ39              | 16 de març de 2007     | Mount Lemmon         | Mt. Lemmon Survey      |
| 402833 | 2007 FB45              | 16 de març de 2007     | Mount Lemmon         | Mt. Lemmon Survey      |
| 402834 | 2007 GQ11              | 11 de març de 2007     | Kitt Peak            | Spacewatch             |
| 402835 | 2007 GX27              | 26 de març de 2007     | Catalina             | CSS                    |
| 402836 | 2007 GW31              | 15 d'abril de 2007     | Catalina             | CSS                    |
| 402837 | 2007 HM12              | 26 de març de 2007     | Kitt Peak            | Spacewatch             |
| 402838 | 2007 HY24              | 18 d'abril de 2007     | Kitt Peak            | Spacewatch             |
| 402839 | 2007 HR72              | 14 de març de 2007     | Kitt Peak            | Spacewatch             |
| 402840 | 2007 HV95              | 26 de març de 2007     | Mount Lemmon         | Mt. Lemmon Survey      |
| 402841 | 2007 LE1               | 25 d'abril de 2007     | Mount Lemmon         | Mt. Lemmon Survey      |
| 402842 | 2007 MX6               | 18 de juny de 2007     | Kitt Peak            | Spacewatch             |
| 402843 | 2007 PX                | 4 d'agost de 2007      | Reedy Creek          | J. Broughton           |
| 402844 | 2007 PY21              | 9 d'agost de 2007      | Socorro              | LINEAR                 |
| 402845 | 2007 PE46              | 9 d'agost de 2007      | Kitt Peak            | Spacewatch             |
| 402846 | 2007 PU50              | 8 d'agost de 2007      | Socorro              | LINEAR                 |
| 402847 | 2007 QQ7               | 21 d'agost de 2007     | Anderson Mesa        | LONEOS                 |
| 402848 | 2007 QU7               | 21 d'agost de 2007     | Anderson Mesa        | LONEOS                 |
| 402849 | 2007 QT14              | 24 d'agost de 2007     | Kitt Peak            | Spacewatch             |
| 402850 | 2007 QV16              | 22 d'agost de 2007     | Anderson Mesa        | LONEOS                 |
| 402851 | 2007 RE11              | 5 de setembre de 2007  | Siding Spring        | K. Sárneczky, L. Kiss  |
| 402852 | 2007 RE12              | 9 de setembre de 2007  | Vicques              | M. Ory                 |
| 402853 | 2007 RE18              | 12 de setembre de 2007 | Hibiscus             | N. Teamo, J. C. Pelle  |
| 402854 | 2007 RD36              | 8 de setembre de 2007  | Anderson Mesa        | LONEOS                 |
| 402855 | 2007 RY46              | 9 de setembre de 2007  | Kitt Peak            | Spacewatch             |
| 402856 | 2007 RM83              | 10 de setembre de 2007 | Mount Lemmon         | Mt. Lemmon Survey      |
| 402857 | 2007 RT91              | 10 de setembre de 2007 | Mount Lemmon         | Mt. Lemmon Survey      |
| 402858 | 2007 RW91              | 10 de setembre de 2007 | Mount Lemmon         | Mt. Lemmon Survey      |
| 402859 | 2007 RQ93              | 10 de setembre de 2007 | Kitt Peak            | Spacewatch             |
| 402860 | 2007 RP94              | 10 de setembre de 2007 | Kitt Peak            | Spacewatch             |
| 402861 | 2007 RP96              | 10 de setembre de 2007 | Kitt Peak            | Spacewatch             |
| 402862 | 2007 RR105             | 11 de setembre de 2007 | Catalina             | CSS                    |
| 402863 | 2007 RW126             | 12 de setembre de 2007 | Mount Lemmon         | Mt. Lemmon Survey      |
| 402864 | 2007 RM136             | 14 de setembre de 2007 | Mount Lemmon         | Mt. Lemmon Survey      |
| 402865 | 2007 RN145             | 14 de setembre de 2007 | Socorro              | LINEAR                 |
| 402866 | 2007 RF149             | 12 de setembre de 2007 | Anderson Mesa        | LONEOS                 |
| 402867 | 2007 RT149             | 12 de setembre de 2007 | Catalina             | CSS                    |
| 402868 | 2007 RV181             | 11 de setembre de 2007 | Mount Lemmon         | Mt. Lemmon Survey      |
| 402869 | 2007 RY194             | 12 de setembre de 2007 | Kitt Peak            | Spacewatch             |
| 402870 | 2007 RM204             | 9 de setembre de 2007  | Kitt Peak            | Spacewatch             |
| 402871 | 2007 RF205             | 9 de setembre de 2007  | Kitt Peak            | Spacewatch             |
| 402872 | 2007 RA206             | 10 de setembre de 2007 | Mount Lemmon         | Mt. Lemmon Survey      |
| 402873 | 2007 RS212             | 12 de setembre de 2007 | Catalina             | CSS                    |
| 402874 | 2007 RB223             | 11 de setembre de 2007 | Mount Lemmon         | Mt. Lemmon Survey      |
| 402875 | 2007 RQ223             | 8 de setembre de 2007  | Mount Lemmon         | Mt. Lemmon Survey      |
| 402876 | 2007 RN229             | 11 de setembre de 2007 | Mount Lemmon         | Mt. Lemmon Survey      |
| 402877 | 2007 RS239             | 14 de setembre de 2007 | Catalina             | CSS                    |
| 402878 | 2007 RN248             | 8 de març de 1995      | Kitt Peak            | Spacewatch             |
| 402879 | 2007 RV259             | 14 de setembre de 2007 | Kitt Peak            | Spacewatch             |
| 402880 | 2007 RM261             | 14 de setembre de 2007 | Kitt Peak            | Spacewatch             |
| 402881 | 2007 RV268             | 15 de setembre de 2007 | Kitt Peak            | Spacewatch             |
| 402882 | 2007 RA297             | 9 de setembre de 2007  | Kitt Peak            | Spacewatch             |
| 402883 | 2007 RC299             | 13 de setembre de 2007 | Mount Lemmon         | Mt. Lemmon Survey      |
| 402884 | 2007 RE302             | 12 de setembre de 2007 | Mount Lemmon         | Mt. Lemmon Survey      |
| 402885 | 2007 RQ312             | 13 de setembre de 2007 | Mount Lemmon         | Mt. Lemmon Survey      |
| 402886 | 2007 RD320             | 13 de setembre de 2007 | Mount Lemmon         | Mt. Lemmon Survey      |
| 402887 | 2007 RW320             | 8 de setembre de 2007  | Anderson Mesa        | LONEOS                 |
| 402888 | 2007 RT322             | 13 de setembre de 2007 | Catalina             | CSS                    |
| 402889 | 2007 RJ324             | 15 de setembre de 2007 | Mount Lemmon         | Mt. Lemmon Survey      |
| 402890 | 2007 SR2               | 19 de setembre de 2007 | Dauban               | Chante-Perdrix         |
| 402891 | 2007 SF3               | 11 de setembre de 2007 | XuYi                 | PMO NEO Survey Program |
| 402892 | 2007 SG3               | 16 de setembre de 2007 | Socorro              | LINEAR                 |
| 402893 | 2007 SQ9               | 18 de setembre de 2007 | Kitt Peak            | Spacewatch             |
| 402894 | 2007 SC19              | 26 de setembre de 2007 | Mount Lemmon         | Mt. Lemmon Survey      |
| 402895 | 2007 TD5               | 20 de setembre de 2007 | Catalina             | CSS                    |
| 402896 | 2007 TC10              | 6 d'octubre de 2007    | Socorro              | LINEAR                 |
| 402897 | 2007 TW11              | 5 de setembre de 2007  | Mount Lemmon         | Mt. Lemmon Survey      |
| 402898 | 2007 TJ12              | 6 d'octubre de 2007    | Socorro              | LINEAR                 |
| 402899 | 2007 TE17              | 7 d'octubre de 2007    | Calvin-Rehoboth      | Calvin College         |
| 402900 | 2007 TL20              | 14 de setembre de 2007 | Mount Lemmon         | Mt. Lemmon Survey      |

## 402901-403000
| Nom            | Designació provisional | Data de descobriment   | Lloc de descobriment | Descobridor/s     |
| -------------- | ---------------------- | ---------------------- | -------------------- | ----------------- |
| 402901         | 2007 TF36              | 4 de setembre de 2007  | Catalina             | CSS               |
| 402902         | 2007 TG38              | 4 d'octubre de 2007    | Catalina             | CSS               |
| 402903         | 2007 TH38              | 4 d'octubre de 2007    | Catalina             | CSS               |
| 402904         | 2007 TY41              | 12 de setembre de 2007 | Mount Lemmon         | Mt. Lemmon Survey |
| 402905         | 2007 TU43              | 7 d'octubre de 2007    | Kitt Peak            | Spacewatch        |
| 402906         | 2007 TU52              | 4 d'octubre de 2007    | Kitt Peak            | Spacewatch        |
| 402907         | 2007 TF56              | 4 d'octubre de 2007    | Kitt Peak            | Spacewatch        |
| 402908         | 2007 TW57              | 9 de setembre de 2007  | Mount Lemmon         | Mt. Lemmon Survey |
| 402909         | 2007 TL68              | 10 d'octubre de 2007   | Mount Lemmon         | Mt. Lemmon Survey |
| 402910         | 2007 TC72              | 14 d'octubre de 2007   | Bergisch Gladbac     | W. Bickel         |
| 402911         | 2007 TB78              | 5 d'octubre de 2007    | Kitt Peak            | Spacewatch        |
| 402912         | 2007 TG80              | 7 d'octubre de 2007    | Catalina             | CSS               |
| 402913         | 2007 TM97              | 8 d'octubre de 2007    | Anderson Mesa        | LONEOS            |
| 402914         | 2007 TB122             | 8 de setembre de 2007  | Mount Lemmon         | Mt. Lemmon Survey |
| 402915         | 2007 TW126             | 6 d'octubre de 2007    | Kitt Peak            | Spacewatch        |
| 402916         | 2007 TE130             | 6 d'octubre de 2007    | Kitt Peak            | Spacewatch        |
| 402917         | 2007 TV130             | 11 de setembre de 2007 | Catalina             | CSS               |
| 402918         | 2007 TD137             | 8 d'octubre de 2007    | Kitt Peak            | Spacewatch        |
| 402919         | 2007 TK140             | 9 d'octubre de 2007    | Mount Lemmon         | Mt. Lemmon Survey |
| 402920 Tsawout | 2007 TH142             | 7 d'octubre de 2007    | Mauna Kea            | D. D. Balam       |
| 402921         | 2007 TD143             | 9 d'octubre de 2007    | Goodricke-Pigott     | R. A. Tucker      |
| 402922         | 2007 TG150             | 9 d'octubre de 2007    | Socorro              | LINEAR            |
| 402923         | 2007 TX151             | 13 de setembre de 2007 | Kitt Peak            | Spacewatch        |
| 402924         | 2007 TP156             | 5 de setembre de 2007  | Mount Lemmon         | Mt. Lemmon Survey |
| 402925         | 2007 TN157             | 20 de setembre de 2007 | Catalina             | CSS               |
| 402926         | 2007 TT162             | 11 d'octubre de 2007   | Socorro              | LINEAR            |
| 402927         | 2007 TS165             | 11 d'octubre de 2007   | Socorro              | LINEAR            |
| 402928         | 2007 TD172             | 13 d'octubre de 2007   | Socorro              | LINEAR            |
| 402929         | 2007 TU176             | 6 d'octubre de 2007    | Kitt Peak            | Spacewatch        |
| 402930         | 2007 TJ181             | 8 d'octubre de 2007    | Anderson Mesa        | LONEOS            |
| 402931         | 2007 TJ213             | 7 d'octubre de 2007    | Kitt Peak            | Spacewatch        |
| 402932         | 2007 TN213             | 7 d'octubre de 2007    | Kitt Peak            | Spacewatch        |
| 402933         | 2007 TB214             | 7 d'octubre de 2007    | Kitt Peak            | Spacewatch        |
| 402934         | 2007 TO223             | 10 d'octubre de 2007   | Catalina             | CSS               |
| 402935         | 2007 TH239             | 10 d'octubre de 2007   | Mount Lemmon         | Mt. Lemmon Survey |
| 402936         | 2007 TP243             | 12 de setembre de 2007 | Catalina             | CSS               |
| 402937         | 2007 TQ252             | 7 d'octubre de 2007    | Mount Lemmon         | Mt. Lemmon Survey |
| 402938         | 2007 TO260             | 10 d'octubre de 2007   | Kitt Peak            | Spacewatch        |
| 402939         | 2007 TP262             | 10 d'octubre de 2007   | Kitt Peak            | Spacewatch        |
| 402940         | 2007 TK266             | 12 d'octubre de 2007   | Kitt Peak            | Spacewatch        |
| 402941         | 2007 TA275             | 11 d'octubre de 2007   | Catalina             | CSS               |
| 402942         | 2007 TT311             | 11 d'octubre de 2007   | Mount Lemmon         | Mt. Lemmon Survey |
| 402943         | 2007 TZ322             | 11 d'octubre de 2007   | Catalina             | CSS               |
| 402944         | 2007 TT331             | 11 d'octubre de 2007   | Kitt Peak            | Spacewatch        |
| 402945         | 2007 TB333             | 11 d'octubre de 2007   | Kitt Peak            | Spacewatch        |
| 402946         | 2007 TN348             | 9 d'agost de 2007      | Socorro              | LINEAR            |
| 402947         | 2007 TS355             | 11 d'octubre de 2007   | Catalina             | CSS               |
| 402948         | 2007 TT362             | 14 d'octubre de 2007   | Mount Lemmon         | Mt. Lemmon Survey |
| 402949         | 2007 TL364             | 15 d'octubre de 2007   | Mount Lemmon         | Mt. Lemmon Survey |
| 402950         | 2007 TV366             | 9 d'octubre de 2007    | Kitt Peak            | Spacewatch        |
| 402951         | 2007 TK369             | 7 d'octubre de 2007    | Kitt Peak            | Spacewatch        |
| 402952         | 2007 TD376             | 15 d'octubre de 2007   | Kitt Peak            | Spacewatch        |
| 402953         | 2007 TL378             | 12 d'octubre de 2007   | Mount Lemmon         | Mt. Lemmon Survey |
| 402954         | 2007 TV385             | 15 d'octubre de 2007   | Catalina             | CSS               |
| 402955         | 2007 TN386             | 15 d'octubre de 2007   | Catalina             | CSS               |
| 402956         | 2007 TP388             | 13 d'octubre de 2007   | Mount Lemmon         | Mt. Lemmon Survey |
| 402957         | 2007 TJ400             | 13 d'octubre de 2007   | Catalina             | CSS               |
| 402958         | 2007 TG406             | 15 d'octubre de 2007   | Catalina             | CSS               |
| 402959         | 2007 TU406             | 15 d'octubre de 2007   | Catalina             | CSS               |
| 402960         | 2007 TT433             | 12 d'octubre de 2007   | Catalina             | CSS               |
| 402961         | 2007 TY435             | 14 d'octubre de 2007   | Mount Lemmon         | Mt. Lemmon Survey |
| 402962         | 2007 TM439             | 4 d'octubre de 2007    | Kitt Peak            | Spacewatch        |
| 402963         | 2007 TR447             | 13 d'octubre de 2007   | Socorro              | LINEAR            |
| 402964         | 2007 UP3               | 17 d'octubre de 2007   | Andrushivka          | Andrushivka       |
| 402965         | 2007 UT4               | 17 d'octubre de 2007   | Dauban               | Chante-Perdrix    |
| 402966         | 2007 UE9               | 17 d'octubre de 2007   | Anderson Mesa        | LONEOS            |
| 402967         | 2007 UG18              | 10 d'octubre de 2007   | Catalina             | CSS               |
| 402968         | 2007 UT29              | 25 de setembre de 2007 | Mount Lemmon         | Mt. Lemmon Survey |
| 402969         | 2007 UY47              | 20 d'octubre de 2007   | Mount Lemmon         | Mt. Lemmon Survey |
| 402970         | 2007 UB49              | 21 d'octubre de 2007   | Kitt Peak            | Spacewatch        |
| 402971         | 2007 UG56              | 30 d'octubre de 2007   | Mount Lemmon         | Mt. Lemmon Survey |
| 402972         | 2007 UZ59              | 30 d'octubre de 2007   | Mount Lemmon         | Mt. Lemmon Survey |
| 402973         | 2007 UB96              | 20 d'octubre de 2007   | Catalina             | CSS               |
| 402974         | 2007 UT96              | 30 d'octubre de 2007   | Kitt Peak            | Spacewatch        |
| 402975         | 2007 UX114             | 31 d'octubre de 2007   | Kitt Peak            | Spacewatch        |
| 402976         | 2007 UM132             | 20 d'octubre de 2007   | Catalina             | CSS               |
| 402977         | 2007 UD136             | 30 d'octubre de 2007   | Catalina             | CSS               |
| 402978         | 2007 UT138             | 20 d'octubre de 2007   | Mount Lemmon         | Mt. Lemmon Survey |
| 402979         | 2007 US140             | 20 d'octubre de 2007   | Socorro              | LINEAR            |
| 402980         | 2007 UZ141             | 24 d'octubre de 2007   | Mount Lemmon         | Mt. Lemmon Survey |
| 402981         | 2007 VF12              | 4 de novembre de 2007  | La Sagra             | OAM               |
| 402982         | 2007 VV14              | 1 de novembre de 2007  | Kitt Peak            | Spacewatch        |
| 402983         | 2007 VP40              | 10 d'octubre de 2007   | Mount Lemmon         | Mt. Lemmon Survey |
| 402984         | 2007 VZ58              | 1 de novembre de 2007  | Kitt Peak            | Spacewatch        |
| 402985         | 2007 VN73              | 2 de novembre de 2007  | Kitt Peak            | Spacewatch        |
| 402986         | 2007 VJ80              | 3 de novembre de 2007  | Kitt Peak            | Spacewatch        |
| 402987         | 2007 VX85              | 10 d'octubre de 2007   | Anderson Mesa        | LONEOS            |
| 402988         | 2007 VX87              | 26 de setembre de 2007 | Mount Lemmon         | Mt. Lemmon Survey |
| 402989         | 2007 VF89              | 4 de novembre de 2007  | Socorro              | LINEAR            |
| 402990         | 2007 VJ100             | 2 de novembre de 2007  | Kitt Peak            | Spacewatch        |
| 402991         | 2007 VJ151             | 7 de novembre de 2007  | Kitt Peak            | Spacewatch        |
| 402992         | 2007 VQ153             | 5 d'octubre de 2007    | Kitt Peak            | Spacewatch        |
| 402993         | 2007 VB162             | 16 d'octubre de 2007   | Mount Lemmon         | Mt. Lemmon Survey |
| 402994         | 2007 VU166             | 5 de novembre de 2007  | Kitt Peak            | Spacewatch        |
| 402995         | 2007 VC199             | 9 de novembre de 2007  | Mount Lemmon         | Mt. Lemmon Survey |
| 402996         | 2007 VD228             | 2 de novembre de 2007  | Kitt Peak            | Spacewatch        |
| 402997         | 2007 VO232             | 7 de novembre de 2007  | Kitt Peak            | Spacewatch        |
| 402998         | 2007 VQ243             | 11 de novembre de 2007 | Bisei SG Center      | BATTeRS           |
| 402999         | 2007 VJ264             | 13 de novembre de 2007 | Kitt Peak            | Spacewatch        |
| 403000         | 2007 VJ265             | 3 de novembre de 2007  | Kitt Peak            | Spacewatch        |